# Reformation und Gegenreformation in der Schweiz
| Die Reformatoren der Eidgenossenschaft |
| --- |
| Zürich - Huldrych Zwingli - Leo Jud - Felix Manz - Konrad Grebel - Heinrich Bullinger Glarus - Ulrich Zwingli als Pfarrer in Glarus - Fridolin Brunner - Valentin Tschudi Bern - Berchtold Haller - Guillaume Farel - Franz Kolb - Peter Kunz - Sebastian Meyer - Thomas Wyttenbach - Ambrosius Blarer Basel - Johannes Oekolampad - Oswald Myconius Aargau - Ulrich Zwingli - Heinrich Bullinger - Jakob Otter Schaffhausen - Sebastian Hofmeister - Erasmus Ritter Thurgau - Ambrosius Blarer St. Gallen - Joachim von Watt - Johannes Kessler Appenzell Ausserrhoden - Jakob Schurtanner - Johannes Dörig - Walter Klarer - Johannes Hess - Balthasar Hubmaier Freistaat der Drei Bünde - Johannes Comander - Johannes Blasius - Jörg Blaurock - Philipp Gallicius - Ulrich Campell - Jakob Salzmann - Pietro Paolo Vergerio - Giovanni Beccaria - Agostino Mainardi - Giulio da Milano Genf - Guillaume Farel - Johannes Calvin - Pierre Viret - Théodore de Bèze Neuenburg - Guillaume Farel Waadt - Guillaume Farel - Pierre Viret - Pierre Caroli |

Die Reformation und die katholische Gegenreformation in der Schweiz fanden zeitlich in einem etwas anderen Rahmen statt als in Deutschland (→ Reformation). Als Beginn kann das Wirken Huldrych Zwinglis ab 1519, als Ende der Konfessionalisierung der Zweite Villmergerkrieg 1712 gesehen werden. Auch die Reformation selbst nahm in der Schweiz einen anderen Verlauf, weil die Alte Eidgenossenschaft eine andere Sozialstruktur aufwies als das Reich. Bis heute unterscheiden sich die aus der schweizerischen Reformation hervorgegangenen evangelisch-reformierten Kirchen von den aus der deutschen Reformation hervorgegangenen evangelisch-lutherischen Kirchen. Gemäss dem Charakter der Eidgenossenschaft als Staatenbund ging die Reformation in der Schweiz von verschiedenen Zentren aus und wurde von verschiedenen Reformatoren angeregt.
Weltgeschichtlich am bedeutendsten waren die Persönlichkeiten und die Lehren von Johannes Calvin, dem Begründer des Calvinismus, der ab 1536 Genf zum «protestantischen Rom» machte, von Ulrich Zwingli, der ab 1519 in Zürich wirkte, sowie von Heinrich Bullinger, der 1549 mit Calvin durch den Consensus Tigurinus die Einigung der Reformierten und Calvinisten in der Abendmahlsfrage erreichte. Während die lutherische Reformation in ihrem unmittelbaren Wirken auf Deutschland und Nordeuropa beschränkt blieb, wirkte die schweizerische Reformation international über die Niederlande und Grossbritannien bis in die USA. Auch die reformatorische Täuferbewegung, aus der letztlich die Mennoniten hervorgingen, hat ihre Wurzeln in der Schweiz und breitete sich trotz Verfolgungen von hier aus.
Aus Sicht der Schweizergeschichte bewirkte die Reformation das definitive Ende der Expansionsphase der Alten Eidgenossenschaft (→ Entstehung und Wachstum der Alten Eidgenossenschaft) und leitete eine Phase der inneren Konflikte und einer Erstarrung der politischen Struktur ein. Zugleich beschleunigte der eigenständige reformatorische Weg jedoch auch die Trennung vom Heiligen Römischen Reich, die sich klar in der Ablehnung des Augsburger Bekenntnisses und im Abseitsstehen beim Augsburger Religionsfrieden von 1555 zeigte. Für die reformierten Kantone war die Übernahme der Herrschaftsrechte und Einkünfte der Kirche in ihrem Machtbereich ein wichtiger Schritt auf dem Weg zu einer vormodernen Staatlichkeit.

## Huldrych Zwingli und die Zürcher Reformation

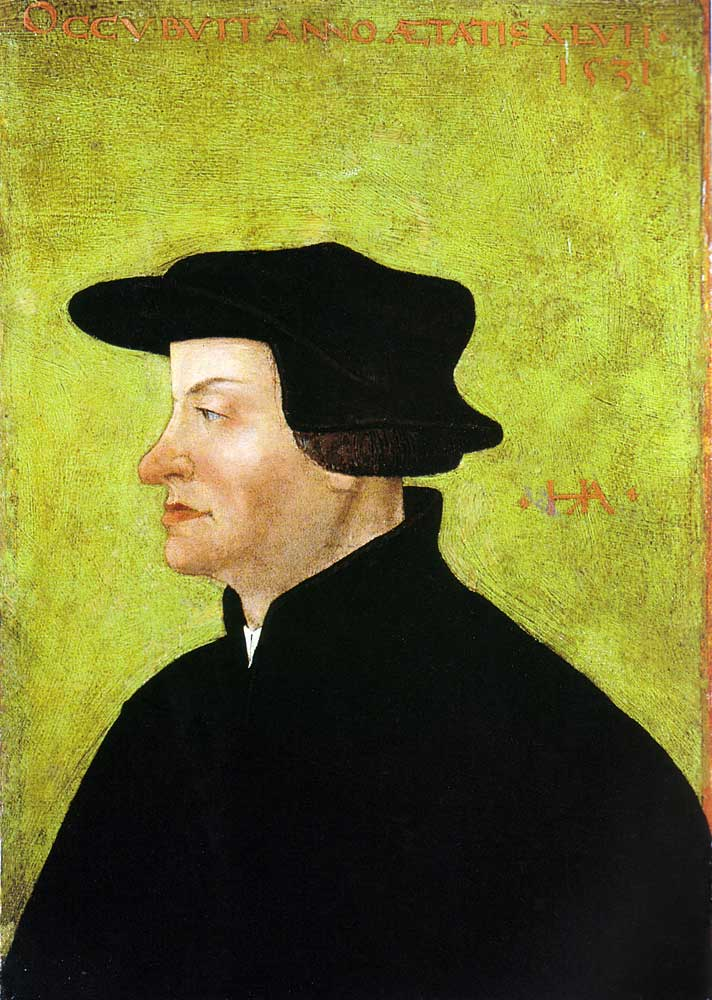
Der Zürcher Reformator Ulrich Zwingli

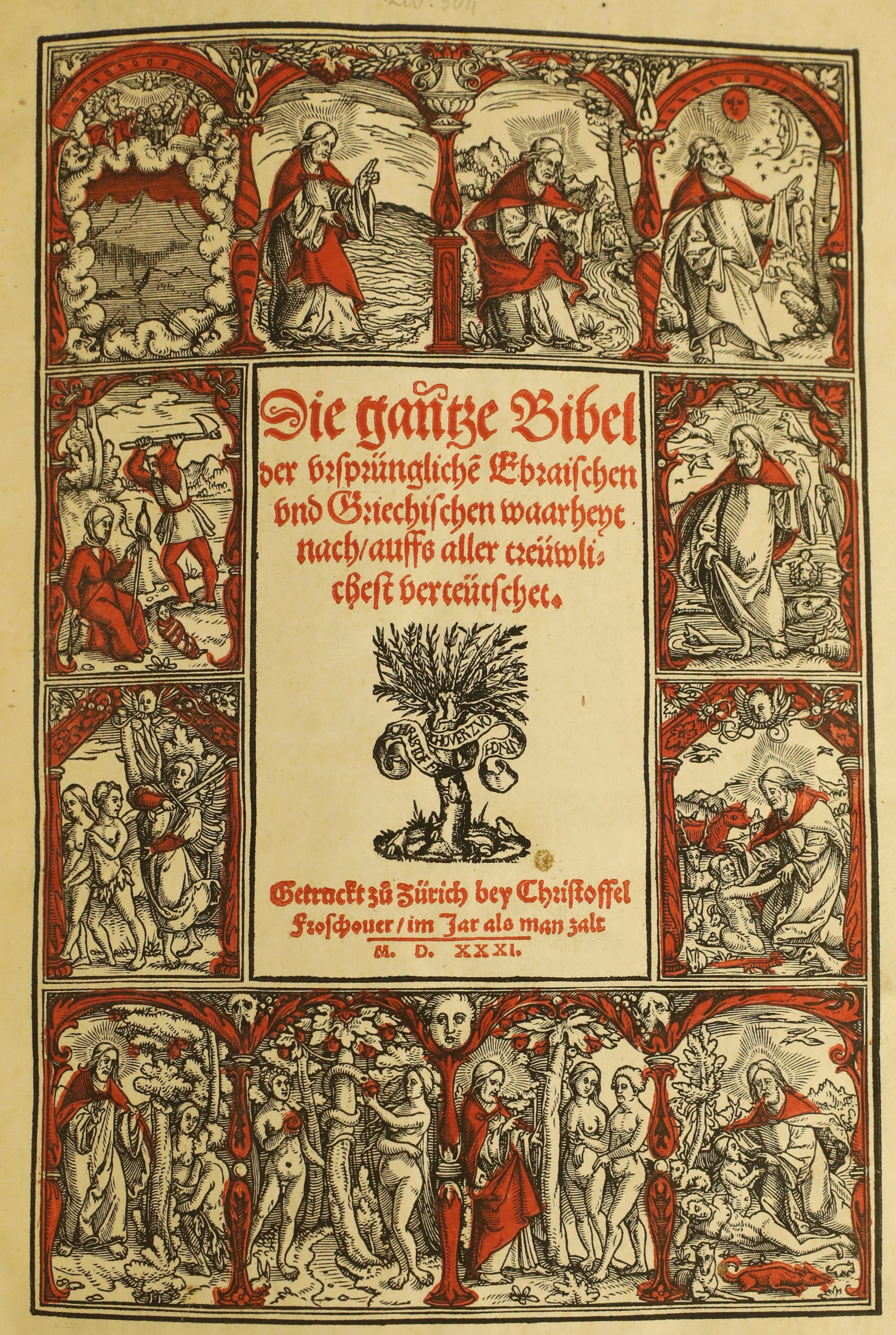
Titelblatt der Zürcher Bibel von 1531

Huldrych Zwingli (1484–1531) stammte aus dem oberen Toggenburg und war Sohn eines Bergbauern, der in der lokalen Politik als gewählter Ammann tätig war. Dies mag insofern Einfluss gehabt haben, als Zwingli entscheidend politischer dachte und handelte als der deutsche Reformator Martin Luther. Nach Studien in Basel, Bern und Wien wirkte Zwingli als Priester in Glarus und Einsiedeln. Geistig wurde Zwingli vom Humanismus des Erasmus von Rotterdam beeinflusst.
Bereits als Priester in Glarus wurde Zwingli in das politische Zeitgeschehen hineingerissen, weil er als Feldprediger das Heer des Kantons Glarus auf den Kriegszügen der Eidgenossenschaft in den Mailänderkriegen gegen die Franzosen begleitete und an den Schlachten von Novara und Marignano teilnahm. Zwingli bekämpfte die in der Eidgenossenschaft wegen der grossen Nachfrage an Schweizer Söldnern überhandnehmende Reisläuferei als Quelle von Laster, Ungläubigkeit, Verrohung der Sitten und Korruption, ähnlich wie Niklaus von Flüe. Zwingli setzte sich damit in einen bewussten Gegensatz zu einer ganzen Bevölkerungsgruppe der damaligen Eidgenossenschaft, die ökonomisch stark von der Reisläuferei und den damit verbundenen Pensionszahlungen der Grossmächte profitierte. Durch die Pensionen kauften sich die Grossmächte die Loyalität und den Einfluss der mächtigen Familien in den Kantonen, um den Abschluss von Allianzen oder Soldbündnissen zu erwirken. Der sich seit 1516 aufbauende habsburgisch-französische Gegensatz spaltete die Eidgenossenschaft zudem in zwei Lager, die jeweils ein Soldbündnis mit Frankreich oder Habsburg bzw. dem Kaiser suchten.
1518 scheint Zwingli erstmals mit den Ansichten Martin Luthers in Kontakt gekommen zu sein. Er verbreitete die Ansichten und Schriften des wichtigsten deutschen Reformators und stimmte mit ihm überein, als er die Bibel allein für unfehlbar erklärte.
Als kritischer Geist und erklärter Gegner Frankreichs wurde Zwingli nach Zürich, dem Vorort der Eidgenossenschaft und Haupt der deutschen Partei, berufen, wo er am 1. Januar 1519 zu predigen begann. Die Zürcher Pest vom Sommer des gleichen Jahres scheint bei Zwingli wie auch bei seinen Zürcher Mitbürgern ein wichtiger Impuls für einen radikalen Wandel gewesen zu sein. Im Gegensatz zu Luther, der nur die Erneuerung der Kirche anstrebte, predigte Zwingli nun die Reform des gesamten Lebens und verlangte eine «Besserung» der Menschen. Als ersten politischen Erfolg Zwinglis erlaubte Zürich als einziger Stand der Alten Eidgenossenschaft 1521 Frankreich keine Anwerbung von Söldnern mehr, was in der übrigen Eidgenossenschaft für grosses Aufsehen sorgte.
1522 kam die Reformation in Zürich richtig ins Rollen, als anlässlich eines Verstosses gegen das Fastengebot, des berühmten Zürcher Wurstessens beim Buchdrucker Christoph Froschauer, ein Konflikt zwischen Zwingli und dem Bischof von Konstanz, Hugo von Hohenlandenberg, entstand. Zwingli lehnte eine Bestrafung des Verstosses ab, weil das Fastengebot von der katholischen Kirche komme und nicht aus dem Evangelium. Obwohl der Kleine Rat von Zürich sich gegen Zwingli stellte, unterstützten ihn die Handwerker der Zünfte im Grossen Rat. Darauf veröffentlichte Zwingli in mehreren Schriften seine revolutionären Anliegen, in denen er die bestehende Kirche als Ganzes im Prinzip ablehnte, da das Wort Gottes «sich selbst lehre» und nicht der Kirche bedürfe.
Die politischen Behörden Zürichs folgten den Lehren und Weisungen Zwinglis nach zwei Disputationen 1523 und liessen zu, dass die Bilder und Altäre aus den Kirchen entfernt wurden (→Reformatorischer Bildersturm), die Messe verändert und die Klöster aufgehoben wurden. Zwingli war um einiges radikaler als Luther und liess nur das Wort Gottes in der Kirche zu, sogar die Orgeln wurden abgebrochen, da Zwingli Musik in der Kirche als Ablenkung ablehnte. Die Einkünfte und Güter der Kirche wurden von der Stadt Zürich beschlagnahmt und hauptsächlich für die Ausbildung von Theologen sowie die Armen- und Krankenfürsorge eingesetzt. Obwohl zeitweise der politische Einfluss Zwinglis gross war, bekleidete er nie ein politisches Amt. Der Stadtrat von Zürich, also die politische Behörde, beschloss alle politischen und kirchlichen Reformen oder segnete sie zumindest ab. Zwingli und seine Mitstreiter lieferten nur die theologische Grundlage für die Kirchenreform. Zürich war also zu keiner Zeit ein «Gottesstaat».
Klaus Hottinger, Teilnehmer des Wurstessens und Bilderstürmer in Zürich, wurde wegen des beabsichtigten Verkaufs eines Kreuzes für wohltätige Zwecke aus der Stadt Zürich ausgewiesen, begab sich leichtfertigerweise in die Grafschaft Baden, wurde dort verhaftet und 1524 als erster Reformierter in Luzern geköpft.
Am 8. Dezember 1524 übergab die letzte Äbtissin der Fraumünsterabtei, Katharina von Zimmern, das Fraumünster und alle Besitzungen dem reformatorisch gesinnten Rat der Stadt Zürich und ermöglichte die Reformation in Zürich ohne Bürgerkrieg und Blutvergiessen.
Für die schweizerische Reformation war die Übersetzung des Alten und Neuen Testaments der Bibel in die Volkssprache ein wichtiger Schritt. 1531 wurde mit der Zürcher Bibel drei Jahre vor der Wittenberger Bibel eine Gesamtausgabe in einer schweizerdeutschen Version gedruckt. Die von Zwingli und Leo Jud angefertigte Übersetzung legte grössten Wert auf philologische Genauigkeit. Die ursprünglich charakteristische altertümlich-schweizerdeutsche Sprache verschwand nach 1665 durch mehrere Überarbeitungen. Eine besonders nachhaltige literarische Tradition stellen die im Umfeld der Zürcher Hohen Schule entstandenen Biografien der Zürcher Theologen dar. Am Anfang der bis ins 18. Jahrhundert reichenden Überlieferung steht die erste Lebensbeschreibung Huldrych Zwinglis von Oswald Myconius, die 1536 erstmals gedruckt erschien.
Für das Leben der Menschen in Zürich war die Sittenzucht die entscheidende Neuerung. Sittenmandate der Stadtbehörden verboten das Schwören, Fluchen, das Spiel mit Karten und Würfeln, Schmuck und Luxus, kurzweilige Vergnügungen sowie die Fasnacht. Fast alle alten Volksbräuche sowie die Verehrung der Stadtheiligen Felix und Regula wurden untersagt, Lustbarkeiten und Alkoholgenuss sowie Prostitution in sprichwörtlicher reformierter Strenge ganz oder weitgehend unterbunden. Dennoch kann die Reformation in Zürich für damalige Zeiten als demokratisch gelten, da der Grosse Rat aus Zunft- und Patriziatsvertretern repräsentativ für den überwiegenden Teil der Bevölkerung in der Stadt Zürich war.
Widerstand gegen die Zwinglianische Reformation kam von den Bauern und von den Täufern, einer Abspaltung von Zwinglis Bewegung. Aus diesem Grund wurde 1529 der Pfarrzwang eingeführt und der Besuch auswärtiger Messen untersagt. Täufer, die die sogenannte Wiedertaufe praktizierten, wurden sogar mit dem Tod bestraft und grausam verfolgt. Zwingli kam deshalb bei Kritikern und Zeitgenossen in den Verdacht, ein despotischer Theokrat zu sein. Obwohl Zwingli bedeutenden politischen Einfluss ausübte, waren es jedoch stets die ordentlichen Zürcher Stadtbehörden, welche die politischen Entscheidungen letztlich fällten.

## Die Verbreitung der Reformation in der Eidgenossenschaft bis 1529

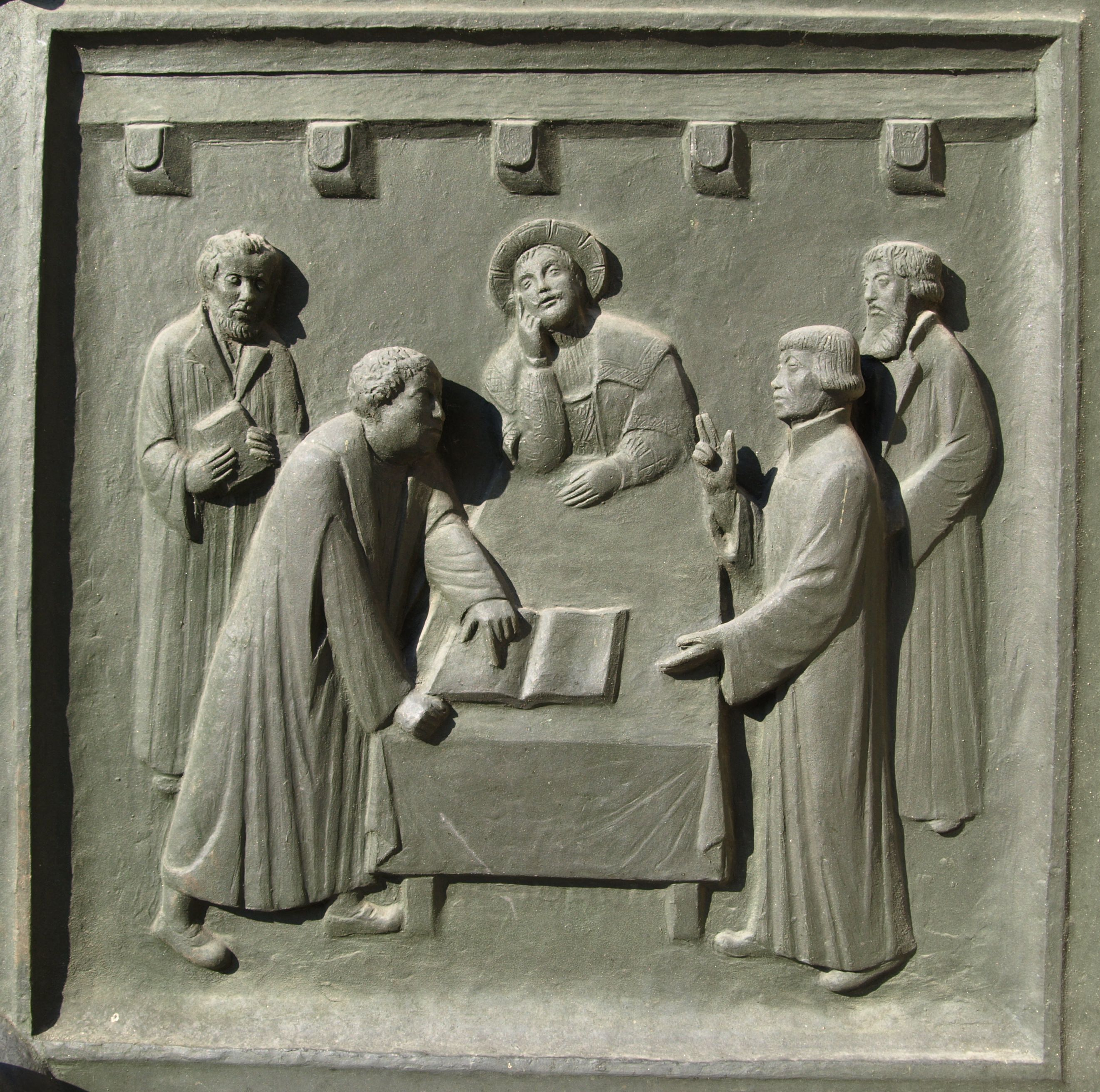
Das Marburger Religionsgespräch 1529 zwischen Luther und Zwingli brachte wegen Differenzen in der Abendmahlslehre keine Einigung zwischen Reformierten und Lutheranern (Relief von Otto Münch auf dem Zwingli-Portal des Zürcher Grossmünsters)

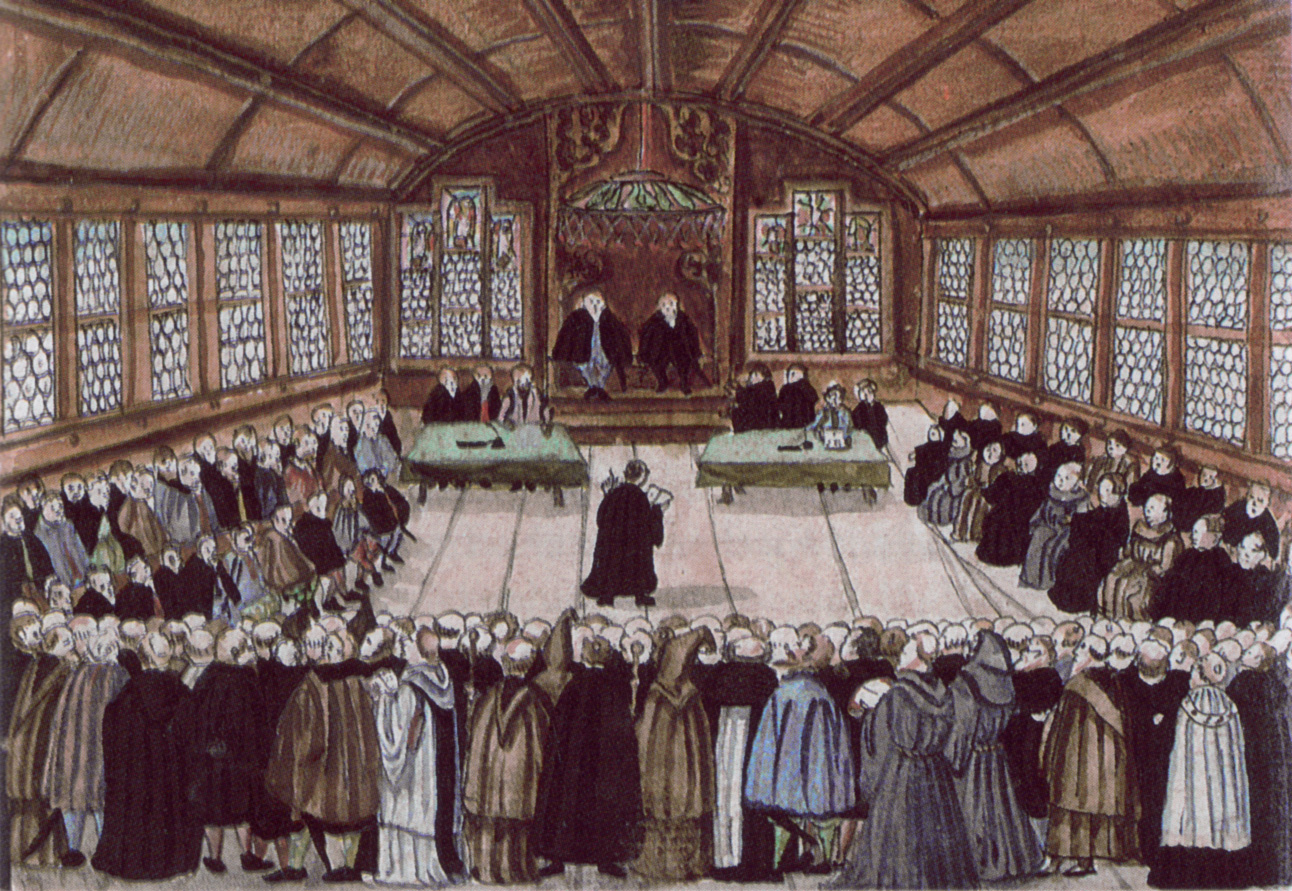
Darstellung der Ersten Zürcher Disputation 1523 im alten Rathaus von Zürich. Der Zürcher Stadtrat lässt in aller Öffentlichkeit disputieren, welche Religion die «richtige» sei.

Ulrich Zwingli war ein stark politisch denkender Mensch. Er hoffte, die ganze Eidgenossenschaft nach dem Vorbild Zürichs reformieren zu können. Sein Ziel war es, eine grosse Koalition gegen den Papst und Habsburg aufzubauen und neben deutschen und skandinavischen Protestanten auch Frankreich und die Republik Venedig einzubinden.
Für die weitere Reformation der Eidgenossenschaft war in politischer Hinsicht allerdings Bern wichtiger als Zürich, weil die Eidgenossenschaft mit der Ausnahme Zürichs damals im europäischen Ringen um Italien (→Italienische Kriege) auf der Seite Frankreichs stand und Zürich deshalb politisch isoliert war. Die Räte der Stadt Bern standen ähnlich wie diejenigen von Zürich seit 1521 in einem kirchenrechtlichen Konflikt mit den Bischöfen von Konstanz und Lausanne, da sie in kirchlichen Streitigkeiten den letzten Entscheid beanspruchten. Die Räte sympathisierten deswegen zwar mit Zwinglis und Luthers Angriffen auf die katholische Kirche, wollten aber ursprünglich keinen Bruch mit Rom riskieren. Die Berner Reformatoren Berchtold Haller und Sebastian Meyer stiessen auf starken Widerstand und blieben nur auf Ermutigung Zwinglis in der Stadt. Für die Verbreitung reformatorischer Gedanken bei der Bevölkerung spielten wie später auch in Basel antikatholische Fasnachtsspiele eine grosse Rolle, die Missstände im Klerus, den Ablasshandel und aktuelle Skandale aus der Kirche aufgriffen. In Bern wurde das Ansehen der Kirche und der Klöster noch zusätzlich durch den Jetzerhandel, einen Gerichtsprozess gegen Johann Jetzer, stark untergraben.
Schriften von Martin Luther wurden von 1517 an in Bern gelesen und diskutiert; die Ausbreitung reformatorischer Ideen dauerte über zehn Jahre, nicht zuletzt, weil die Stadt bis 1537 über keine Druckerei verfügte und zur Verbreitung von Ratsmandaten auf auswärtige Drucker (in Zürich und Basel) angewiesen war.
Nach mehrmaligen Umfragen in der von Bern beherrschten Landschaft erkannten jedoch die Räte, dass reformatorische Ideen sich immer mehr verbreiteten. 1526 war auch erstmals im Grossen Rat eine Mehrheit für die Reformation. Im Kleinen Rat kam eine Mehrheit erst zustande, als einige Anhänger der katholischen Seite ausgeschlossen wurden. 1528 setzten die Räte eine Disputation in Bern an, zu der Zwingli und andere Reformatoren aus dem oberdeutschen Raum eingeladen wurden. Als Folge beschloss der Rat die Durchführung der Reformation im gesamten Machtbereich Berns und setzte sie wenn nötig auch gewaltsam durch. In der heutigen Westschweiz wirkte mit Unterstützung Berns der französische Reformator Guillaume Farel. Er gewann 1530 Neuenburg und predigte 1532 erstmals in der mit Bern verbündeten Stadt Genf.
Von Bern, dem weitaus grössten Ort der Eidgenossenschaft, wurde die Reformation auch in seinen Untertanengebieten im Aargau und nach 1536 auch im französischsprachigen Waadtland durchgesetzt. Weiter drang von Bern aus der neue Glaube in die südlichen Gebiete des Fürstbistums Basel ein, wo die als eidgenössisch geltenden Städte Biel, La Neuveville sowie die Talschaften Erguel und Moutier reformiert wurden. Katholisch blieben einzig die nördlichen Gebiete des Fürstbistums, die heute den Kanton Jura bilden, sowie das Laufental.

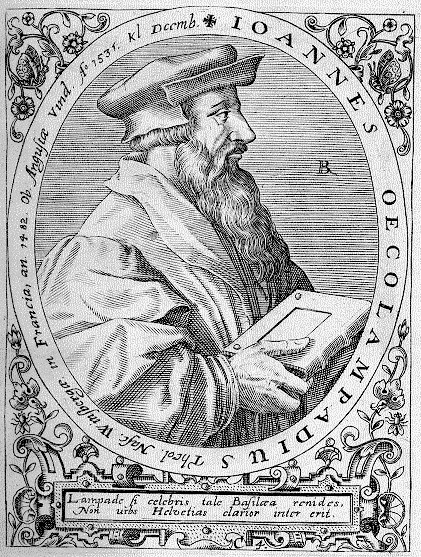
Der Basler Reformator Johannes Oekolampad

In Basel wirkte seit 1518/22 Johannes Oekolampad für die Sache der Reformation. Hier lebte und wirkte seit 1514 auch der europaweit bekannte Humanist Erasmus von Rotterdam. Obwohl Basel also ein Zentrum des Humanismus und der Frühreformation war, konnte sich in der Bischofsstadt angesichts der viel direkteren Kontrolle des Bischofs die Kirchenkritik anfänglich nicht so klar durchsetzen wie in Zürich. Nach Kontakten mit Zwingli, Luther und dem elsässischen Reformator Martin Bucer schloss sich Oekolampad in der Abendmahlsfrage der Position Zwinglis an. In der Berner Disputation 1528 stritt er an der Seite Zwinglis. In Basel wurde die Reformation jedoch anders als in Zürich und Bern nicht auf Betreiben der Stadtregierung, sondern durch eine eigentliche Revolution der Stadtbevölkerung und der Zünfte durchgesetzt. 1528 erreichten die Zünfte die Glaubensfreiheit für die Reformierten. Am 8. Februar 1529 brachen nach der Fasnacht Unruhen aus, und ein gewaltsamer Bildersturm fegte über die Stadt. Die in Zünften organisierten Handwerker zwangen den Rat schliesslich zur Einführung der Reformation. Der katholisch gesinnte Bürgermeister und seine Anhänger sowie das Domkapitel mussten aus der Stadt fliehen. Auch Erasmus von Rotterdam verliess Basel, da er mit der radikalen Reformation Oekolampads nicht einverstanden war. Das Fürstbistum Basel überlebte die Reformation, der Bischof wurde für den Verlust der Stadt und seiner Rechte finanziell abgefunden, aber der Rechtsstreit um das Basler Münster, das eigentlich die Bischofskirche der Diözese war, dauerte noch bis 1639.

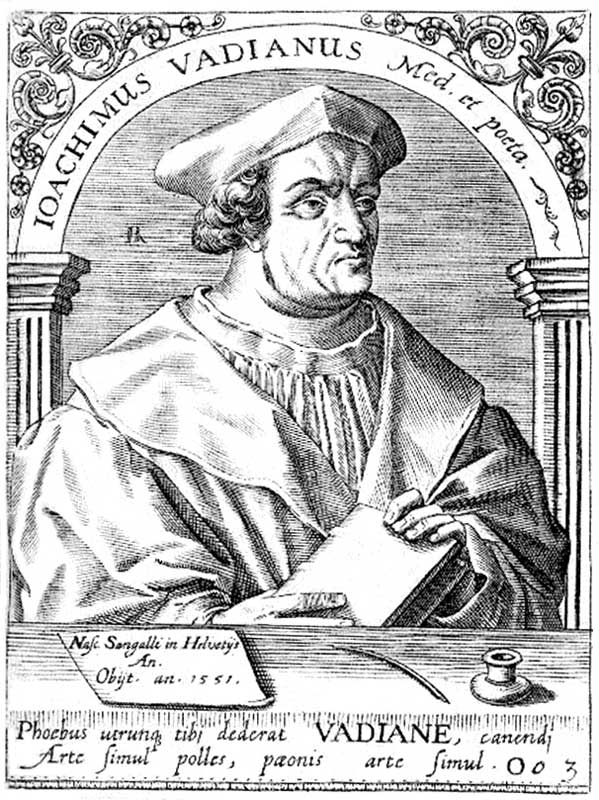
Joachim von Watt, genannt Vadian, Humanist und Reformator von St. Gallen

In den Städten Schaffhausen und St. Gallen setzte sich in den 1520er Jahren die Reformation durch. In St. Gallen, einem Zugewandten Ort der Eidgenossenschaft, wurde der Humanist Joachim von Watt, ein Freund Zwinglis, 1526 Bürgermeister und setzte gegen den Widerstand des Fürstabts von St. Gallen, der ebenfalls mit der Eidgenossenschaft verbündet war, in der Stadt und Teilen des Fürstenlandes den neuen Glauben durch. In Schaffhausen regte Sebastian Hofmeister, der 1522/23 wegen seiner reformatorischen Ideen aus Luzern fliehen musste, die Reform an. Wie in Basel scheiterte sie zuerst aber am Widerstand der katholischen Führungsschicht. Erst nach längerem Schwanken und heftigen Tumulten gelang dem gemässigten Erasmus Ritter 1529 die Durchsetzung des neuen Glaubens. Von den Stadtkantonen blieben nur Solothurn und Freiburg im Lager der Altgläubigen.
In den Landkantonen erfolgte die Verbreitung des neuen Glaubens wegen der konservativeren Grundhaltung von Bevölkerung und politischer Führung eher zögerlich. Auch die teilweise weitgehende wirtschaftliche Abhängigkeit vom Söldnerwesen, das Zwingli heftig kritisierte, spielte eine Rolle. Besonders die Urkantone wehrten sich heftig gegen die Reformation. Dabei wurden die alten Fronten im Streit zwischen Land- und Stadtkantonen (→Stanser Verkommnis) wieder bezogen. Einzig in Glarus und Appenzell konnte sich unter dem Einfluss der Handelszentren Zürich und St. Gallen die Reform teilweise durchsetzen. In Glarus kamen mehrere Landsgemeinden zu keinem klaren Entscheid, so dass es jeder Gemeinde überlassen blieb, ob sie die Reformation einführen wollte oder nicht. Bis auf wenige Gemeinden im Norden des Kantons setzte sich bis 1529 der neue Glaube durch. In Appenzell wurde ein ähnliches Verfahren gewählt, so dass sich 1525 jede Kirchgemeinde für oder gegen die Reform entscheiden musste. Diese konfessionelle Teilung führte in Appenzell 1597 schliesslich zur politischen Teilung des Kantons (Landteilung).

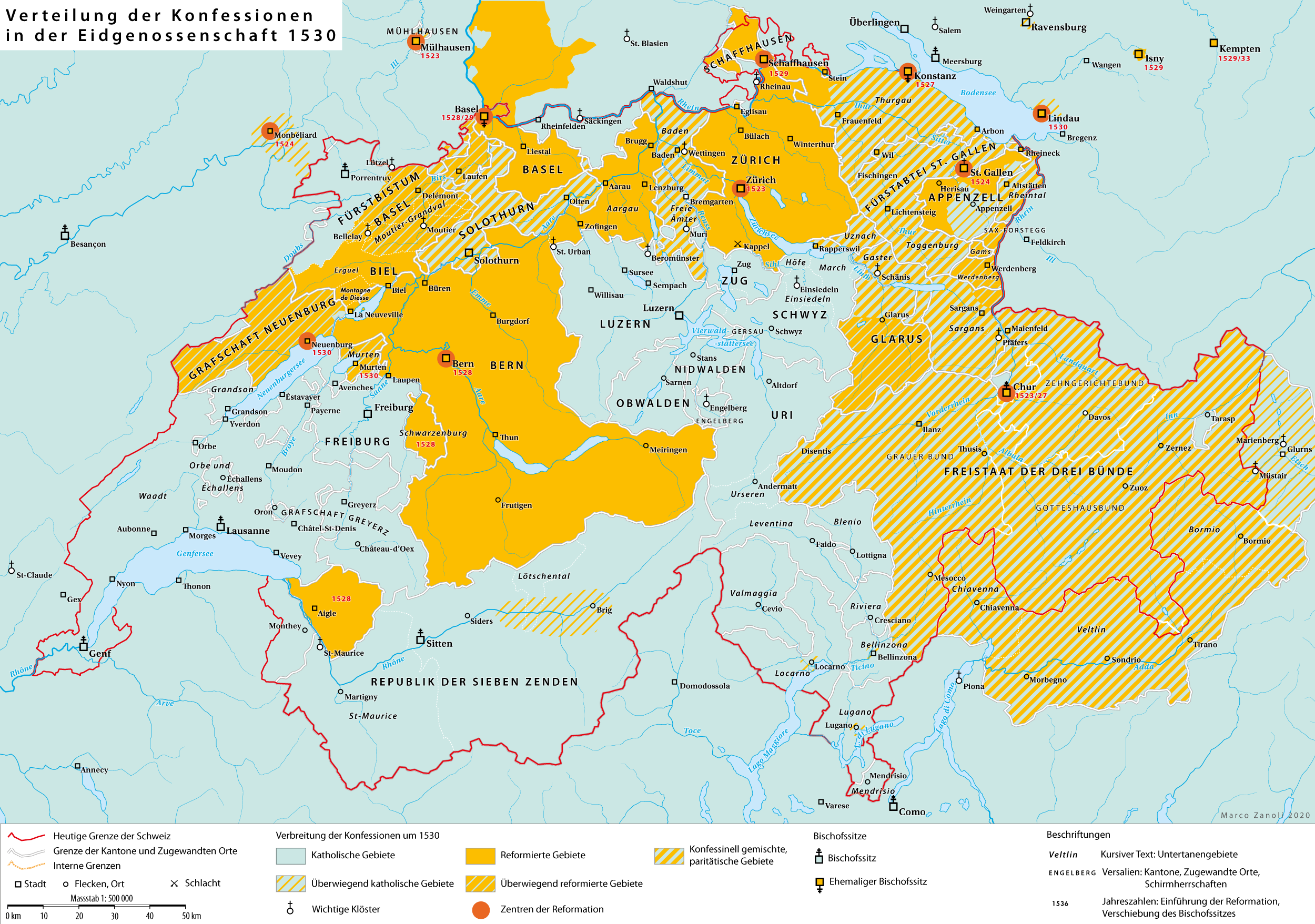
Die konfessionelle Situation in der Eidgenossenschaft 1530

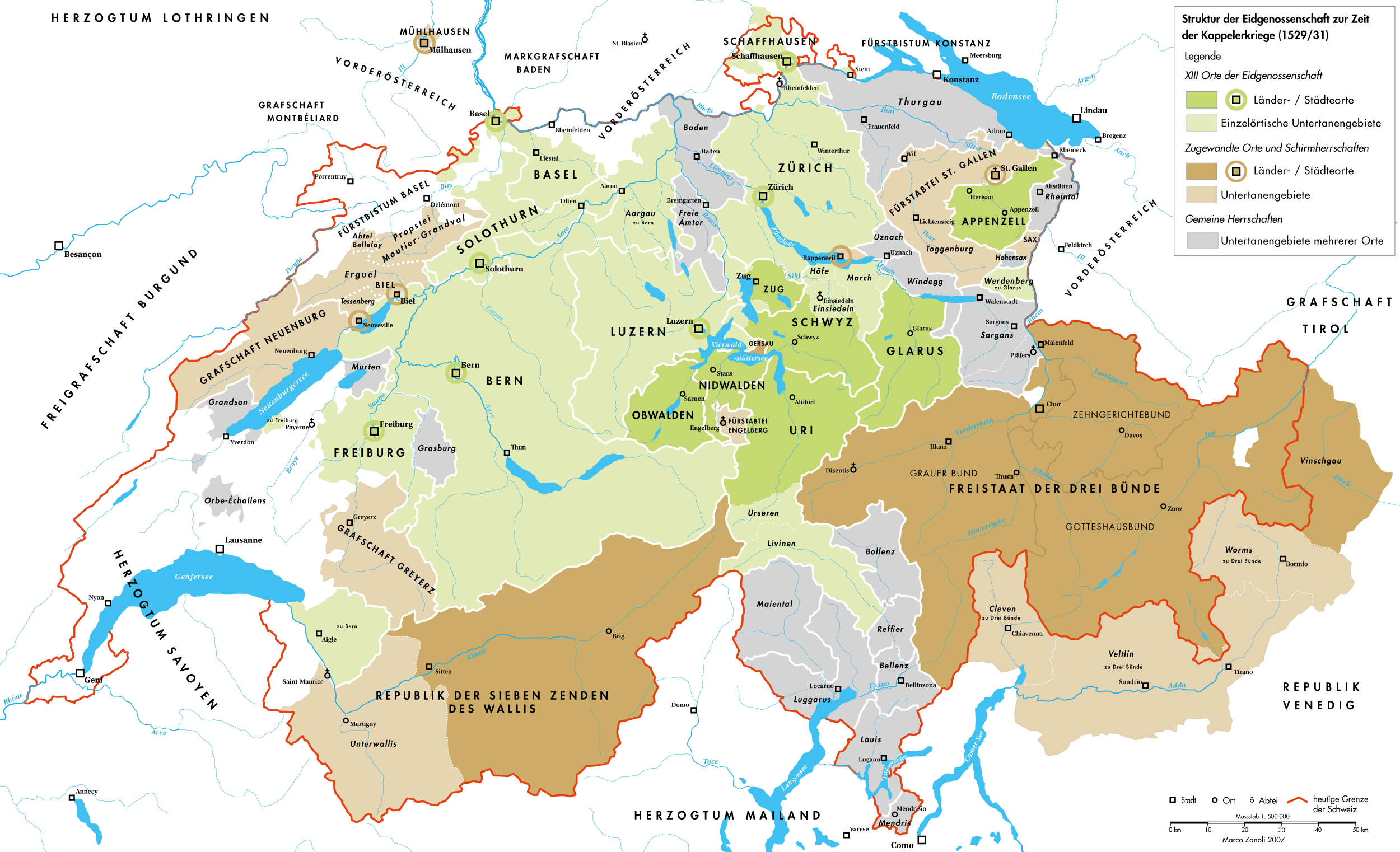
Politische Struktur der Eidgenossenschaft um 1530

Während sich bis auf die Ausnahme von Glarus und Appenzell die 13 Alten Orte entweder für oder gegen die Reformation entschieden, war in den Zugewandten Orten und in den Gemeinen Herrschaften die Situation viel komplizierter, und oft wurde die Form der Parität oder das Gemeindeprinzip angewandt. Im Freistaat der Drei Bünde war Chur das Zentrum der Reform, da dort seit 1523 Johannes Comander an der Martinskirche wirkte. Wie Basel war Chur aber auch Sitz eines Bischofs (→Bistum Chur), der im Gotteshausbund zugleich Landesherr war. Der Versuch des Bischofs, Comander als Ketzer abzuurteilen, misslang. In einer Disputation führte Comander 1526 am Bundestag der Drei Bünde in Ilanz die Reformation zum Sieg. Die Drei Bünde überliessen als Folge die Wahl der Religion den Hochgerichten. Für die Drei Bünde hatten die zweiten Ilanzer Artikel von 1526 staatsrechtliche Bedeutung, welche die Herrschaftsrechte des Bischofs von Chur stark einschränkten. Andere Zugewandte Orte wandten sich ganz der Reformation zu, so Biel, Neuenburg und die Stadt St. Gallen, oder bekämpften die Verbreitung des neuen Glaubens mehr oder weniger erfolgreich wie die Fürstabtei St. Gallen oder das unter dem Einfluss des Bischofs von Sitten stehende Wallis.
In den Gemeinen Herrschaften verbreitete sich die Reformation je nach geographischer Lage unterschiedlich. Im Thurgau, der Grafschaft Baden, im Freiamt, in Rapperswil, Uznach, Windegg, Sargans und im Rheintal war 1530 mehr als die Hälfte der Bevölkerung zum neuen Glauben übergetreten, da hier der Einfluss der Reformationszentren in der Ostschweiz sehr stark war. In der Westschweiz sorgte Bern in den Gemeinen Herrschaften Murten, Echallens, Orbe und Grandson für eine fast vollständige Konversion. Einzig in den Ennetbirgischen Vogteien im Tessin konnte der Einfluss der Inneren Orte und der angrenzenden italienischen Diözesen die Reform erfolgreich verhindern. Zwar konnte sich in Locarno unter dem Lehrer Giovanni Beccaria ab 1540 eine evangelische Gemeinde bilden, zu der auch Adlige, Kaufleute und Handwerker gehörten. Wer aber am neuen Glauben festhalten wollte, musste Locarno 1555 verlassen und flüchtete nach Roveredo im Bündnerland. Die 160 Flüchtlinge wollten eigentlich zu ihren Glaubensgenossen in Chiavenna ziehen, was ihnen durch den Herzog von Mailand verwehrt wurde. So zogen die meisten nach Zürich, wo sie aufgenommen wurden und sich in Handel und Handwerk betätigen konnten. Aus ökonomischen Gründen zogen sie teilweise weiter nach Basel, Bern und Strassburg.
Die heftigsten Auseinandersetzungen mit den Reformierten gab es aber in den Untertanengebieten der Drei Bünde im Veltlin, da der Bischof von Como mit spanischer Unterstützung energisch das Eindringen der Reform nach Italien zu verhindern suchte. Der Konflikt führte letztlich zur Ermordung und Vertreibung der Reformierten aus den Bündner Untertanengebieten (→ Veltliner Mord). Von besonderer Bedeutung für die Reformation in Italien war die Gründung der Druckerei Landolfi in Poschiavo im Gotteshausbund 1549. Hier wurden zahlreiche reformatorische Werke in italienischer Sprache gedruckt und nach Italien verbreitet.
Auf der gesamteidgenössischen Ebene blieb der Einfluss der Reformation durch das Stimmenverhältnis an der Tagsatzung zunächst beschränkt. 1524 beschloss die Tagsatzung in Luzern, dass die ganze Eidgenossenschaft beim alten Glauben verbleiben solle. Trotzdem wurden zuerst nur in wenigen Kantonen Massnahmen gegen die Verbreitung der reformatorischen Ideen unternommen.
1526 fand in Baden auf Antrag der katholischen Orte eine Disputation statt mit dem Ziel, Zürich zum alten Glauben zurück zu zwingen. Zwingli verweigerte seine Teilnahme, so dass Johannes Oekolampad mit dem katholischen Vertreter Johannes Eck stritt. Die katholische Seite konnte zwar die Badener Disputation für sich entscheiden; da jedoch von diesem Ereignis entscheidende Impulse für die spätere Reform in Bern und Basel ausgingen, muss sie dennoch für die katholische Seite als Misserfolg gewertet werden. Die Disputation in Bern 1528 fand unter für die reformierte Seite günstigeren Bedingungen statt, da keine herausragenden Vertreter der katholischen Seite teilnehmen wollten. Dementsprechend setzte sich die Position der reformierten Disputanten Zwingli, Haller, Bucer und Capito durch, und Bern, der mächtigste Stand der Eidgenossenschaft, führte nach Zürich ebenfalls die Reformation ein.

## Die Erhebung der Bauern in der Schweiz 1523–1526
Im Verlauf der Reformation in der Eidgenossenschaft kam es verschiedentlich zu Unruhen und Erhebungen der Bauern und Landleute in den Herrschaftsgebieten der Städte Zürich, Bern, Basel, Solothurn und Schaffhausen sowie in der Fürstabtei St. Gallen und in der Gemeinen Herrschaft Thurgau. Die Hauptforderungen der Landleute waren die Aufhebung der Leibeigenschaft, eine Minderung der Abgaben, der Fronarbeit und politische Mitsprache.
Zwingli lehnte wie Luther die Forderungen der Bauern als Verstoss gegen die geltende Eigentumsordnung ab. Anders als letzterer setzte er sich jedoch bei den Regierungen für Konzessionen ein, so dass z. B. 1525 in Zürich die Leibeigenschaft aufgehoben wurde. Die Abgaben behielt Zürich jedoch bis auf den Zehnten von der zweiten Frucht bei. Weiter wurde der Landbevölkerung politische Mitsprache in Steuerfragen und bei der Entscheidung über Krieg und Frieden eingeräumt. In Bern und Schaffhausen kam es hingegen zu keinerlei Zugeständnissen an die Bauern, deren Protestbewegungen mit Gewalt unterdrückt wurden. Solothurn und Basel milderten nach Aufmärschen der Bauern die Abgaben geringfügig. Auch in der Ostschweiz und im Thurgau wurden die Forderungen der Bauern nicht erfüllt, erste Zugeständnisse später wieder rückgängig gemacht. Die Unruhen unter den Schweizer Bauern blieben insgesamt im Vergleich mit den Exzessen des Deutschen Bauernkriegs relativ harmlos.

## Die Kappelerkriege
Die politisch-religiösen Gegensätze innerhalb der Eidgenossenschaft zwischen den katholischen Länderorten und den reformierten Städten veranlassten Zürich am 25. Dezember 1527 zum Abschluss eines «Christlichen Burgrechts» mit der ebenfalls reformierten Reichsstadt Konstanz. Beide Seiten verpflichteten sich, einander beizustehen, sollte eine Seite wegen des Glaubens angegriffen werden. Ein gleiches Bündnis schloss Zürich mit Bern (25. Juni 1528), St. Gallen (3. November 1528), Biel (28. Januar 1529), Mühlhausen (17. Februar 1529), Basel (3. März 1529) und Schaffhausen (15. Oktober 1529), später auch mit Strassburg. Die Abkommen mit den eidgenössischen Partnern sahen weiter vor, die reformierten Prediger und Untertanen in den Gemeinen Herrschaften zu schützen. Durch dieses Bündnissystem konnte Zürich die politische Isolation als Folge der Reformation überwinden.
Als Reaktion auf das reformierte Städtebündnis besiegelten die katholischen Orte Luzern, Uri, Schwyz, Zug und Unterwalden am 22. April 1529 in Waldshut eine «Christliche Vereinigung» mit Ferdinand von Habsburg-Österreich, dem Regenten der vorderösterreichischen Ländereien. Der Habsburger sollte den fünf Orten bei einem Konflikt mit den kräftemässig überlegenen reformierten Städten militärische Hilfe zukommen lassen.
Die Streitigkeiten zwischen den reformierten und den katholischen Kantonen der Eidgenossenschaft eskalierten wegen der Situation in den Gemeinen Herrschaften. Die katholischen Orte versuchten dort, wo sie an der Regierung beteiligt waren, reformierte Gläubige und Prediger als Ketzer zu verfolgen und zu bestrafen, um das Einsickern des neuen Glaubens zu verhindern. Am 29. Mai 1529 wurde in Schwyz der reformierte Pfarrer Jakob Kaiser verbrannt, weil er in der Grafschaft Uznach die Reformation gepredigt hatte. Da turnusgemäss die Landvogtei über die Grafschaft Baden an einen Unterwaldner gefallen wäre, fürchteten die reformierten Orte auch dort ein hartes Durchgreifen der Katholiken. Im Juni zog auf Betreiben Ulrich Zwinglis deshalb eine Zürcher Streitmacht gegen die Innerschweiz, ins Linthgebiet, in den Thurgau und das Untertanengebiet der Fürstabtei St. Gallen (→Erster Kappelerkrieg). Zwingli hoffte auf eine gewaltsame Erhebung des Landvolks gegen die katholische Obrigkeit. Gegen den Widerstand Zwinglis kam es jedoch in letzter Minute im Ersten Kappeler Landfrieden zu einem Kompromiss. Die katholischen Orte lösten ihren Sonderbund auf und stimmten einer Regelung zu, durch die in den Gemeinen Herrschaften jede Gemeinde individuell den Glauben wählen konnte. Die sog. «Kappeler Milchsuppe» wurde zum Sinnbild dieser Versöhnung in letzter Minute. Letztlich war es der Einfluss Berns, der Zwingli zum Frieden zwang, da Bern im Westen seit 1526 in einen Konflikt mit Savoyen um Genf verwickelt war und einen Schulterschluss zwischen Savoyen, dem Wallis und den fünf Inneren Orten auf jeden Fall verhindern wollte.

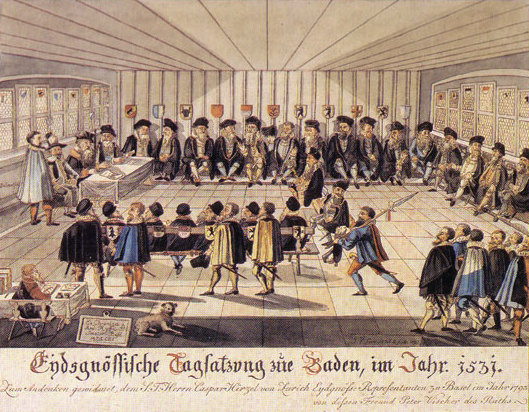
Die eidgenössische Tagsatzung von Baden AG 1531, an der eine Vermittlung zwischen den katholischen und den reformierten Orten scheiterte

Nach dem Erlass reformierter Kirchenordnungen in den Gemeinen Herrschaften Thurgau, Rheintal, Sargans und den Freien Ämtern wuchsen allerdings die konfessionellen Spannungen wieder. Am 25. Mai 1532 schien auch die Ostschweiz definitiv an die Reformation zu fallen, als auf Druck von Zürich und Glarus der Fürstabt von St. Gallen das Kloster und das Toggenburg an die Stadt St. Gallen verkaufte. Damit wäre St. Gallen zu einem starken reformierten Stadtstaat an der Ostflanke Zürichs geworden. Die katholischen Stände verfügten zwar über die absolute Mehrheit an der Tagsatzung (sieben katholische Stimmen gegenüber vier reformierten; Appenzell und Glarus waren konfessionell gespalten), sahen aber ihren Einfluss schwinden, da sich die Mehrheit der Bevölkerung in der Eidgenossenschaft zu diesem Zeitpunkt dem neuen Glauben angeschlossen hatte und mit der Mehrheit der Städte auch der wirtschaftliche Schwerpunkt bei den Reformierten lag.
Der sog. Müsserkrieg brachte schliesslich die neuerliche Eskalation. Der mailändische Condottiere Gian Giacomo Medici überfiel im März 1531 die bündnerischen Untertanengebiete im Veltlin mit dem Argument, dort die Reformation bekämpfen zu wollen. Die bedrohten Drei Bünde gingen die Eidgenossenschaft um militärische Hilfe an, die jedoch von der katholischen Mehrheit der Tagsatzung verweigert wurde, da die Bündner ja erwiesenermassen vom «rechten Glauben» abgefallen seien.
Zwingli erwirkte aus diesem Grund die Verhängung einer Lebensmittelblockade gegen die fünf Orte, die darauf am 9. Oktober Zürich den Krieg erklärten (→ Zweiter Kappelerkrieg). Als im Oktober ein katholisches Heer an der Grenze erschien, zog Zwingli persönlich mit einer Zürcher Streitmacht aus und fand in der Schlacht bei Kappel am 11. Oktober 1531 den Tod. Mit der Niederlage bei Kappel scheiterte die Vision Zwinglis von einer Neugestaltung der Eidgenossenschaft unter reformierter Führung.

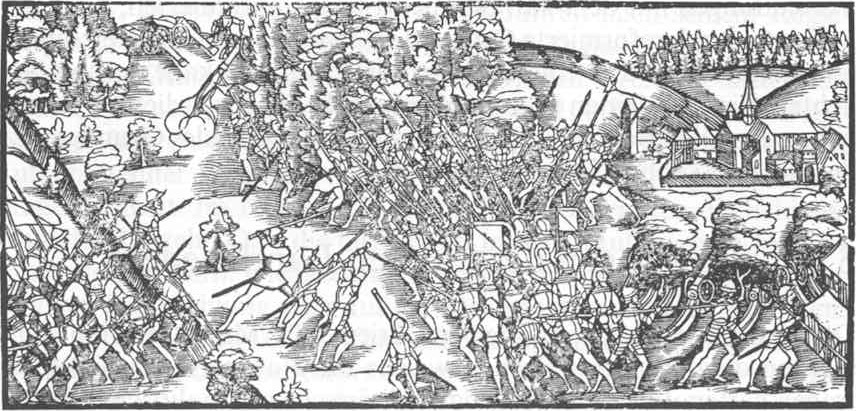
Die Schlacht bei Kappel am Albis am 11. Oktober 1531 auf einem Holzstich

Der Zweite Kappeler Landfriede vom 20. November 1531 zwischen Zürich bzw. den reformierten Orten und den katholischen Orten anerkannte zwar die konfessionelle Spaltung der Alten Eidgenossenschaft, erlaubte jedoch in den Gemeinen Herrschaften die Rückkehr der Reformierten zum alten Glauben und schützte die katholischen Minderheiten. Rapperswil, Gaster, Weesen, Mellingen, Bremgarten AG, das Freiamt, das St. Gallische Fürstenland, das Rheintal sowie Teile des Thurgaus und des Toggenburgs wurden zum Teil zwangsweise rekatholisiert. In Solothurn mussten die Reformierten nach einer misslungenen Erhebung den Kanton verlassen, die Fürstabtei St. Gallen wurde 1532 wiederhergestellt – die Stadt St. Gallen war nun eine reformierte Insel im katholischen Fürstenland. Die katholische Hegemonie in der Eidgenossenschaft wurde am 17. Dezember 1533 durch ein Burgrecht der fünf Inneren Orte sowie Solothurn und Freiburg mit dem Bischof und den sieben Zehnden des Wallis gefestigt, in dem die Verteidigung des katholischen Glaubens ein zentraler Aspekt war.

## Konsolidierung der Reformation

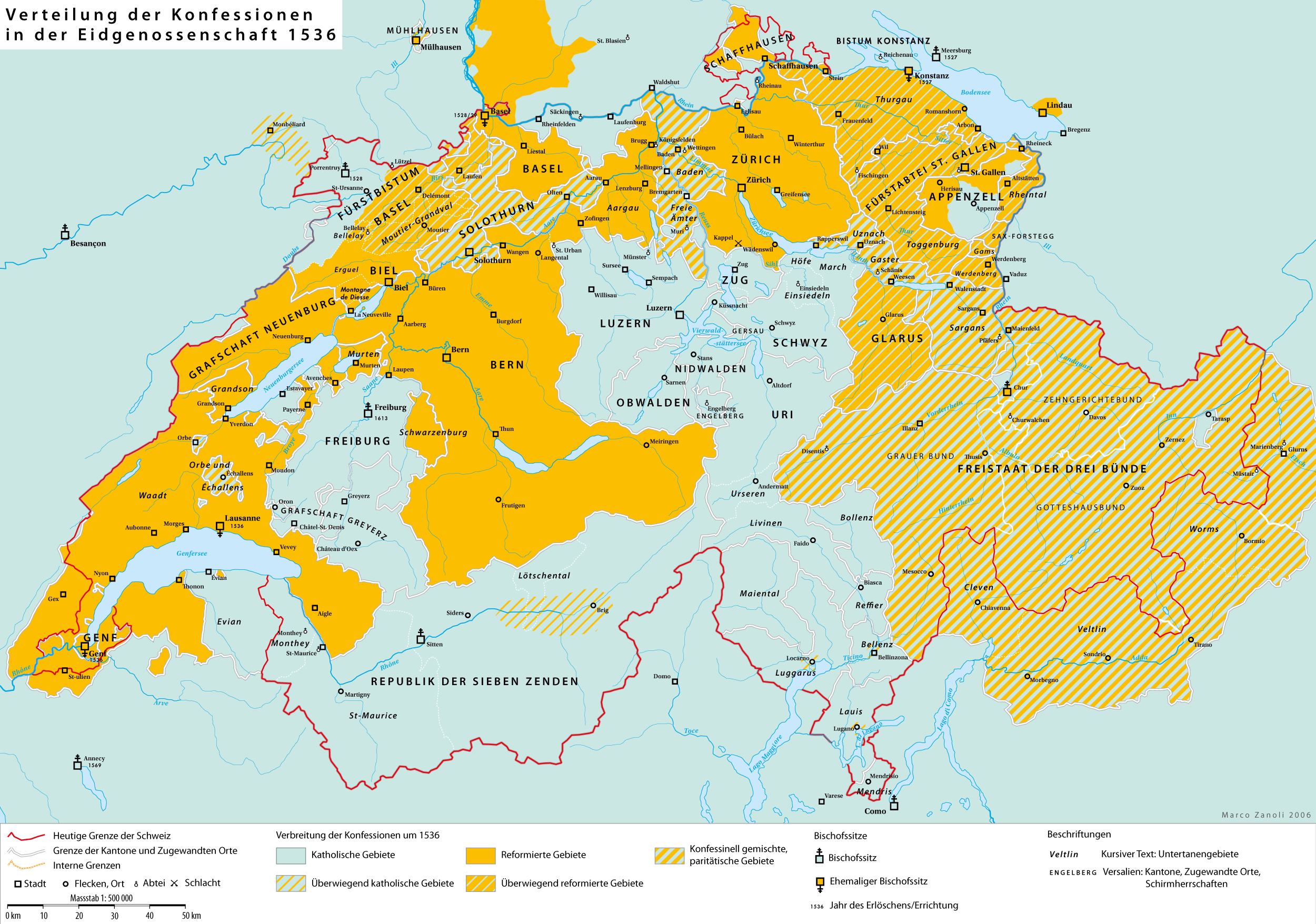
Die Konfessionsverteilung 1536 auf dem Höhepunkt der Reformation

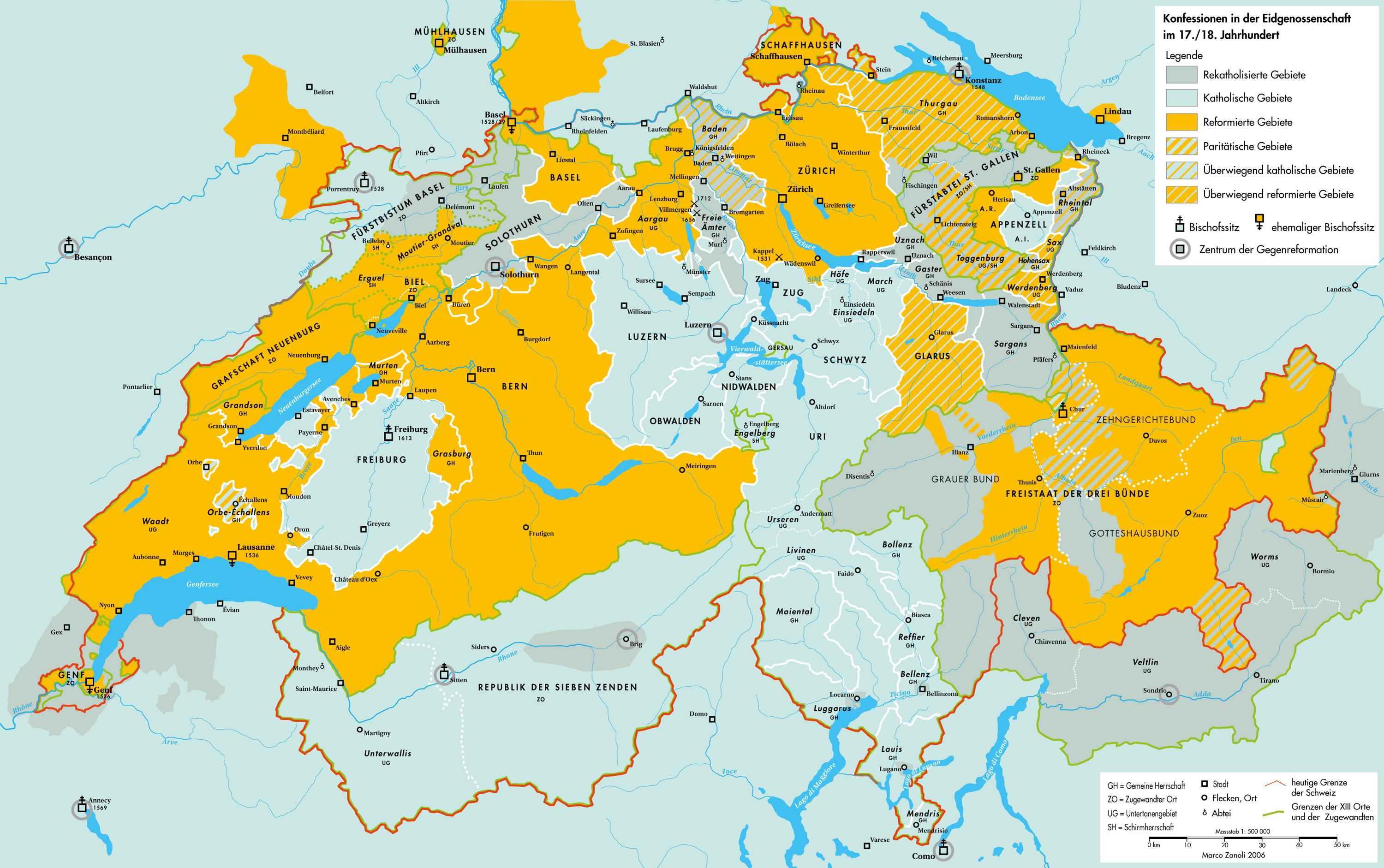
Die Konfessionverteilung nach dem Abschluss der Gegenreformation

Die reformierten Orte beschäftigten sich nach dem Tod Zwinglis vorerst vornehmlich mit Glaubensfragen. Auf Initiative der Strassburger Reformatoren Bucer und Capito fanden Anfang Februar 1536 in Basel die führenden reformierten Theologen der Eidgenossenschaft zu einer Beratung zusammen. Bucer und Capito wollten in der Abendmahlsfrage zwischen den Reformierten und den Lutheranern vermitteln, was aber misslang. Trotzdem war das Treffen ein Erfolg, weil in der Confessio Helvetica prior zum ersten Mal in 27 Artikeln gemeinsame Glaubensgrundsätze vereinbart wurden, die von den Vertretern aus Zürich, Bern, Basel, Schaffhausen, St. Gallen, Mühlhausen und Biel gebilligt wurden. Damit war das Fundament für eine eigenständige reformierte Kirche gelegt. Im gleichen Jahr gelang in Genf unter dem Einfluss Berns den Reformatoren Farel und Jean Calvin der Durchbruch: Genf wurde als letzte Stadt der Eidgenossenschaft reformiert. Im Konflikt mit dem Herzogtum Savoyen eroberten Bern, Freiburg und das Wallis zudem das Waadtland und Teile Nordsavoyens. Bern erzwang in dem von ihm besetzten Gebiet die Einführung der Reformation, hob die Klöster auf und vertrieb den Bischof von Lausanne Sébastien de Montfalcon ins savoyische Annecy. Die enteigneten Herrschaftsrechte der katholischen Kirche wurden zu einer wichtigen Stütze der bernischen Macht in der französischsprachigen Waadt. Auch 1555 war es Bern, das in dem ihm zufallenden Teil der Grafschaft Greyerz (Saanen, Oron, Rougemont, Château-d’Oex) zwangsweise die Reformation einführte. Mit der im gleichen Jahr stattfindenden Vertreibung der Reformierten aus dem Tessin fand die Eidgenossenschaft in die mehr oder weniger definitive territoriale Konfessionsverteilung, wie sie bis ins 19. Jahrhundert bestand.
Verschiedentlich versuchten zwischen 1531 und 1555 sowohl Kaiser Karl V. als auch die im Schmalkaldischen Bund organisierten protestantischen Reichsstände, die Eidgenossenschaft für eine Teilnahme an den Religionskriegen im Reich für ihre Seite zu gewinnen. Ein Schulterschluss zwischen Lutheranern und Reformierten scheiterte jedoch sowohl an den religiösen Gegensätzen (→ Marburger Religionsgespräche) als auch an den politischen Partikularinteressen Berns und Zürichs. So konnte etwa Karl V. 1548 Konstanz erobern, rekatholisieren und in seinen Herrschaftsbereich eingliedern, ohne dass die Eidgenossenschaft interveniert hätte. Gegen einen Krieg mit Habsburg sprach aus Sicht der katholischen Länderorte, dass durch die Eliminierung einer reformierten Reichsstadt im Mittelland sowohl die Städte gegenüber den Landkantonen geschwächt wurden, als auch der Reformation ein empfindlicher Dämpfer versetzt werden konnte. Weiter hatte die Eidgenossenschaft erst 1511 in der sog. Erbeinung einen definitiven Frieden mit Habsburg geschlossen, der neben einer Anerkennung des territorialen Status quo auch einen Nichtangriffspakt einschloss. Weiter war Bern während der ganzen Reformationszeit mit der Ausdehnung seines Machtbereichs im Westen beschäftigt und wollte sich in den damit einhergehenden Auseinandersetzungen mit Savoyen den Rücken freihalten.

## Zwinglianer, Täufer und Calvinisten – eidgenössische Ausprägung der Reformation

### Der Zürcher Zweig der Reformation: Die Zwinglianer

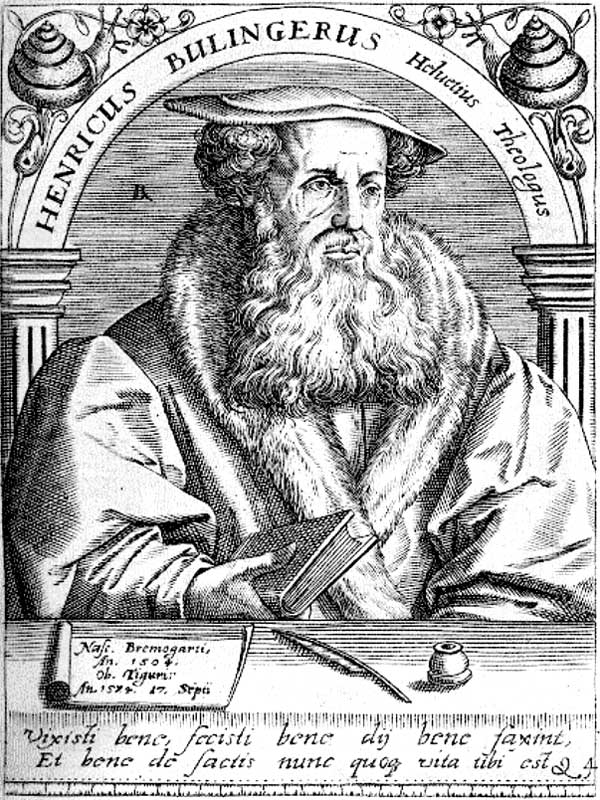
Der Zürcher Antistes Heinrich Bullinger, der Nachfolger Zwinglis und eigentliche Gründer der reformierten Kirche

Der zentrale Punkt in der Lehre Zwinglis war die Ablehnung aller Elemente der bestehenden Kirche, die nicht in der Bibel begründet werden konnten. Heiligenbilder, Klöster, Prozessionen und Wallfahrten, Fastenzeit, Zölibat, Kirchenmusik, Ablass und die Sakramente mussten weichen. Zwingli lehnte im Unterschied zu Luther auch die Messe völlig ab und ersetzte sie durch ein Abendmahl an vier Sonntagen im Jahr.
Der wichtigste Streitpunkt zwischen Luther und Zwingli war die Abendmahlsfrage. Während der Humanist Zwingli Wein und Brot nur als Symbole für Christi Blut und Leib ansah, beharrte Luther auf der leiblichen Gegenwart des wahren Leibes und Blutes Christi in Wein und Brot (Realpräsenz). Auch bei dem 1529 abgehaltenen Marburger Religionsgespräch konnte in diesem Punkt keine Einigkeit zwischen Luther und Zwingli erzielt werden. Luther soll die Meinungsverschiedenheit mit den Worten «Ihr habt einen anderen Geist» kommentiert haben. Die anfänglich von Zwingli geforderte vollständige Autonomie der Kirchgemeinde von der Obrigkeit – Luther sah die Obrigkeit hingegen als gottgewollt – wich in der Konfrontation mit den Täufern einer Befürwortung eines obrigkeitlichen Kirchenregiments.
Nach dem Tod Zwinglis führte Heinrich Bullinger sein Werk fort. Er verfasste 1566 zusammen mit Jean Calvin die Confessio Helvetica posterior, das zweite Helvetische Bekenntnis, das in 30 Artikeln die Lehren Zwinglis und Calvins zusammenfasste. Dieses Werk fand erstmals die Zustimmung aller reformierten Stände der Eidgenossenschaft (Basel erst 1644) und wurde auch von den reformierten Kirchen Schottlands, Ungarns, Polens und der Niederlande als Glaubensgrundlage akzeptiert. Durch die Schriften Bullingers verbreitete sich die Zürcher Richtung der Reformation insbesondere in England, teilweise in Konkurrenz zum Calvinismus.

### Der linke Flügel der Zürcher Reformation: Die Täufer
Die Täufer gingen aus einer Gesellschaftsschicht von humanistisch gebildeten und widerstandsbereiten Menschen hervor, die nach der Erneuerung der Kirche auch eine Erneuerung der Gesellschaft forderten. Die reformierten und protestantischen Staatskirchen lehnten diese ab; die Täufer wurden von dem Theologen Heinold Fast im Sinne einer radikalen Opposition auch als «linker Flügel» der Reformation bezeichnet; diese Bezeichnung ist aber unter Forschern umstritten, weil sie den Täufern ein bestimmtes Etikett zuweist.
Die Entstehung der Täufer geht auf die Zürcher Konrad Grebel und Felix Mantz sowie den Bündner Georg Cajakob zurück. Sie gerieten in Konflikt mit Zwingli, weil sie 1524 eine staatsfreie Kirche forderten und seit 1525 entgegen den Befehlen des Zürcher Rats die Taufe ihrer Kinder verweigerten. In Zollikon gründeten sie eine erste Gemeinde, deren Mitglieder die Erwachsenentaufe empfingen und in ihren Häusern das Abendmahl feierten. Die Täufer forderten das Recht zur Predigt, verweigerten den Eid und den Kriegsdienst sowie die Integration in die Staatskirche Zwinglis und wurden deshalb von der Obrigkeit scharf verfolgt. Mantz wurde 1527 in Zürich durch Ertränken in der Limmat hingerichtet. 1585 erliess der Rat von Bern ein Täufermandat, das die Täufer u. a. mit der meist tödlich endenden Galeerenstrafe bestrafte. Trotzdem fanden die Täufer unter Kleinbürgern und Bauern Anhänger und verbreiteten sich im Zürcher Oberland, im heutigen Kanton St. Gallen, in Appenzell, im Aargau und im Kanton Bern. Um der Verfolgung zu entgehen, mussten jedoch viele Schweizer Täufer auswandern. Die ersten Täufer flüchteten nach Böhmen und Mähren, später gingen viele in den Berner Jura – wo sie unter dem Schutz des Bischofs von Basel standen –, ins Emmental, ins Elsass, in die Pfalz und in die Niederlande.
Die Lehre und die Kirche der Täufer verbreitete sich trotz oder gerade wegen der harten Verfolgung durch die Obrigkeiten und Massenvertreibungen zuerst über ganz Deutschland und später nach Amerika. Heute bilden die Mennoniten die grösste Gruppe der Täufer. Im Berner Jura überlebten die Schweizer Brüder bis heute als eigenständige Täufergemeinschaft (siehe auch: Geschichte des bernischen Täufertums). Die Täufergemeinden in Zürich, Basel, Schaffhausen und in anderen Regionen wurden dagegen ausgelöscht. Erst mit dem Duldungsedikt vom 3. November 1815 wurden die Schweizer Täufer endgültig toleriert. Ihr Handgelübde lassen die Behörden seitdem als Eid gelten und statt des Waffendienstes können die Schweizer Mennoniten einen Krankenpflegerdienst ableisten.
Heute sind die Baptisten (d. h. die Glaubenstaufe (Erwachsenentaufe) vertretend) zu einem bedeutenden Teil der weltweiten evangelikalen Bewegung geworden.

### Der Genfer Zweig der Reformation: Der Calvinismus

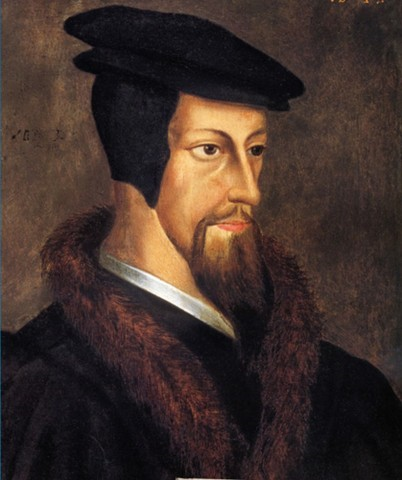
Der junge Jean Calvin auf einem zeitgenössischen Porträt

Die Genfer Reformation übernahm nicht einfach Luthers Lehren, sondern hatte Vorläufer in Genf, im heutigen Frankreich und in Oberitalien, z. B. den Genfer Bischof Antoine Champion sowie die Waldenser, die eine moralische reine und einfache Kirche vertraten. Der Genfer Reformator Farel hielt den durchreisenden Calvin 1536 in Genf fest, da er dessen Unterstützung bei der Verbreitung des neuen Glaubens in den gerade von Bern eroberten Gebieten der Westschweiz gewinnen wollte.
Jean Calvin legte seine Überzeugungen 1536 in seinem Hauptwerk Institutio Christianae Religionis dar, die mit dem Abschnitt beginnt: «Die Summe der wahren Weisheit ist die Erkenntnis von Gott und von uns selbst». Ein Hauptziel der Reformatoren war soli deo gloria – «Gott allein die Ehre», und das persönliche Seelenheil oder die Erneuerung der Gesellschaft wurde als Konsequenz der biblischen Wahrheit betrachtet. Gott wurde als allmächtig, Ehrfurcht einflössend und gnädig gesehen und entsprechend dem reformatorischen Grundsatz sola gratia – «allein aus Gnade», stimmte Calvin mit Luther und Zwingli überein, dass Gottes Gnade und nicht die Zugehörigkeit zu einer kirchlichen Organisation oder menschlicher Verdienst die zentrale Rolle in der Errettung habe; sie massen der Souveränität Gottes und, damit verbunden, der Prädestinationslehre eine wichtige Bedeutung zu; dies erhellt auch die Ablehnung des Ablasshandels.
Calvin verstand die wahre Kirche als die innere Einheit aller Gläubigen aller Zeiten, im Gegensatz zur «römischen» Sicht der römisch-katholischen Kirche als alleinseligmachende äussere Institution. Wie die andern Reformatoren, seit je die Orthodoxen Kirchen und später die Christkatholische Kirche, lehnte er den Anspruch des Papstes einer Vorherrschaft über alle Christen ab und verneinte den Wahrheitsanspruch aller kirchlichen Dogmen, die nicht unmissverständlich aus der Bibel abzuleiten seien (→sola scriptura). Damit betrachtete er Gläubige aus allen Kirchen, z. B. auch Waldenser und Orthodoxe, als Mitchristen, entgegen der damaligen römisch-katholischen Sicht. Seine Theologie richtete sich dementsprechend radikal gegen die «Papisten», wie sie in seinen Werken häufig bezeichnet werden. Er lehnte die Rolle der Heiligen, Marias und der Priester zur Vermittlung des Heils ab, da Jesus allein genüge (→solus Christus), bezeichnete wie Luther den Papst als Wegbereiter des Antichristen, die römische Kirche als durch menschengemachte, aber unbiblische Lehren und Praktiken deformiert («wir streiten mit ihnen allein über die wahre und rechtmässige Gestaltung der Kirche») und die Messe als Lästerung des Abendmahls, da sie «das einmalige, für immer vollendete Opfer» Christi abwerte.
Entsprechend dem Auftrag des Menschen in der Schöpfungsgeschichte im Alten Testament und dem neutestamentlichen Zitat «wer nicht arbeiten will, soll auch nichts essen», wurde die Arbeit als eine ehrenvolle Aufgabe des Menschen angesehen (Protestantische Ethik). Jahrhunderte später beurteilte Max Weber diese neue Arbeitsethik als eine wesentliche Voraussetzung für die industrielle Revolution. Während Calvin in der Institutio einem arbeitsamen, bescheidenen, dankbaren Leben das Wort spricht («die Gaben, die Gott uns gewährt, sind nicht unser Besitz, sondern Gottes Geschenk»), wird im Verlauf der Geschichte im calvinistischen Kontext auch Reichtum und wirtschaftlicher Erfolg als Ausdruck der Erwählung betrachtet.
Die «christliche Freiheit» ist gemäss Calvin von höchster Bedeutung, und deren Ausformulierung hatte eine nachhaltige Wirkung auf das moderne Denken: Dem Christen ist alles erlaubt, und er darf alles mit befreitem Gewissen und mit Dankbarkeit geniessen, was nicht den Zehn Geboten und deren Ausformulierung im biblischen Kontext, insbesondere dem Gebot der Liebe, widerspricht: «[…] nirgends ist es verboten, zu lachen, satt zu sein, neuen Besitz zu erwerben, sich an musikalischen Instrumenten zu erfreuen und Wein zu trinken». Die Kirche darf Priestern nicht die Ehe verbieten, den Christen nicht Fastenzeiten mit Fleischverbot auferlegen, oder Kleidergesetze erlassen; man soll niemanden zum reformierten Glauben zwingen. Im Gegensatz zur Haltung der Genfer «Libertiner» soll der Christ aber seine Freiheit massvoll ausleben, so dass sie nicht zum Schaden des Mitmenschen und zur Entehrung Gottes führt: Die Sexualität ist als Ausdruck von Mann und Frau in der Schöpfung und als Ausdruck des «Eins-Seins» der Ehepartner erwünscht und geboten und soll deshalb innerhalb der Ehe stattfinden; Weingenuss ist erlaubt, aber Betrunkenheit und Völlerei ist zu vermeiden, da diese zu Kontrollverlust, Fluchen, Streit und sexueller Ausschweifung führt. Gesellschaftsspiele sollen nicht zu Glücksspielen um Gold und Silber werden; Tanz soll nicht zu «wildem Kreisen» (sexuelle Konnotation) führen. Die Hirten der Kirche sollen den regelmässigen Kontakt mit den Gläubigen suchen und sie im Ausleben der rechten Freiheit wenn nötig durch private Ermahnung unterstützen, im Extremfall den Ausschluss vom Abendmahl beantragen, wobei Calvin zu Milde aufrief («Noch viel weiter aber muss unsere Nachsicht im Ertragen der Unvollkommenheit des Lebens (unserer Brüder) gehen»), im Gegensatz zu der in der späteren Geschichtsschreibung postulierten unerbittlichen Strenge. Die Staatsgewalt hingegen verfügte über Strafen wie Bussen, Gefängnis, Verbannung und Todesstrafe, wobei ohne Ansehen der Person bestraft wurde, wer gegen die Gesetze und Mandate verstiess, die das Sittenleben regelten.
Die Prädestinationslehre wurde nicht nur von Calvin, sondern von allen führenden Reformatoren seiner Zeit als biblische Lehre vertreten, besonders von Luther, aber in der Lutherischen Kirche später abgeschwächt. Die Prädestinationslehre als Aspekt der biblischen Theologie geht in der christlichen Kirche mindestens bis Augustinus zurück und findet sich z. B. auch im griechisch-orthodoxen Bekenntnis von Dositheus und wurde auch später innerhalb katholischer Kreise vertreten. Für Calvin war sie nicht zentral genug, um in seinen Katechismus aufgenommen zu werden, sie nimmt in seiner «Institutio» vier von insgesamt 80 Kapiteln ein, wurde jedoch später in der Entwicklung des Calvinismus stärker betont. Sie betont die Souveränität Gottes über die Weltgeschichte und die Errettung des Einzelnen. Gott, weise, gerecht und gut, habe aus für den Menschen unergründlichem Entschluss schon vor der Erschaffung der Welt gewisse Menschen zur Rettung auserwählt und andere nicht. Dies zeige sich im Leben darin, wer Gottes Berufung im Glauben annehme (→sola fide) beziehungsweise sich durch sein Leben in Gottlosigkeit die Strafe zu Recht auf sich ziehe. Calvin betonte, dass sich die Erwählung in einem christlichen Leben ausdrücken müsse. Der fundamentale konzeptuelle Konflikt zwischen einem souveränen, allmächtigen, guten und gerechten Gott, der aber nur soweit verstanden werden kann, wie er sich dem Menschen offenbart, im Kontrast zum sich entwickelnden Konzept der Aufklärung, welche die menschliche Vernunft zur höchsten moralischen Autorität erklärt und sie damit zum Richter über Gottes Gerechtigkeit setzt, wirkt bis heute nach.

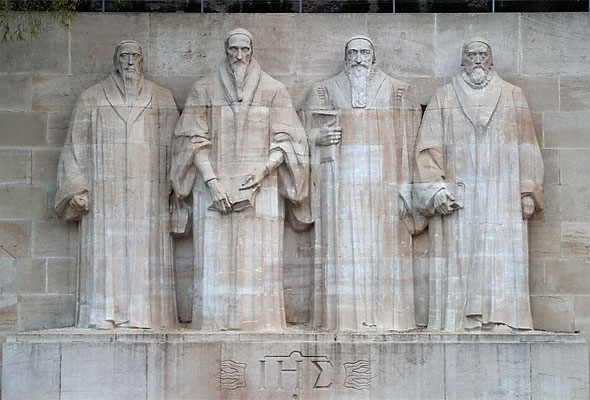
Die führenden calvinistischen Reformatoren auf dem Reformationsdenkmal in Genf: Guillaume Farel, Jean Calvin, Théodore de Bèze, John Knox

Calvin bemühte sich anders als Luther und Zwingli, die Kirche frei von staatlichen Einflüssen zu halten. In der calvinistischen Gemeindekirche (→Presbyterianismus) war es die wichtigste Aufgabe der Prediger, das reine Evangelium zu verkünden, was oft auch bedeutete, die Sünden der Regierenden anzuprangern und den Machiavellismus zu bekämpfen. Der Staat sollte nämlich nach Calvin genauso sittlich sein wie jeder Einzelne. Deshalb gestand Calvin den drei Ständen auch ein beschränktes Widerstandsrecht zu, so dass der Calvinismus zu einem der entschiedensten Gegner des Absolutismus  (→Monarchomachen) und zu einem Wegbereiter der Demokratie wurde.
Da der calvinistische Prediger über ausgesprochen gründliche theologische Bildung verfügen sollte, wurde in Genf eine Akademie gegründet, die ein Kollegium und eine Universität mit theologischer, juristischer und medizinischer Fakultät umfasste. Genf wurde durch diese Akademie zum Mittelpunkt reformierter Gelehrsamkeit in Europa und erhielt in der frühen Neuzeit den Titel eines «protestantisches Roms».
Die Reformation setzte sich bis 1541 in Genf durch, wobei Calvin zwar im Kirchenrat, dem Konsistorium, eine wichtige Rolle einnahm, aber in der in Genf praktizierten Trennung von Kirche und Staat nie ein Staatsamt innehatte. Genf war zusätzlich ab 1540 bis 1700 für italienische und französische evangelische Glaubensflüchtlinge wichtiger Zufluchtsort und neue Heimat geworden. Die zugewanderten Familien waren aber nicht nur eine Last für die Stadt, sondern auch eine gesellschaftliche und wirtschaftliche Bereicherung durch ihre Bildung und Kenntnisse in Seidenproduktion und -handel und in der Uhrmacherkunst, die sie mitbrachten und in Genf und Umgebung ansiedelten.

### Internationale Ausbreitung der Genfer Reformation
Der tiefe Eindruck, welcher das «zurück zur Bibel» (→sola scriptura) des reformierten Glaubens Genfer Prägung im Leben des Einzelnen hinterliess, lässt sich daran erahnen, dass in den folgenden Hugenottenkriegen Hunderttausende es vorzogen, ihr Gut und ihre Heimat, nicht selten ihr Leben zu verlieren, statt dem gefundenen Glauben abzuschwören. Die systematische theologische Untermauerung und theologische Ausbildung, die Übereinstimmung von Lehre und gesellschaftlicher Ordnung, aber auch die Gewissensfreiheit, das Widerstandsrecht, die Betonung der moralischen Verpflichtung von Regierenden und die Ansätze zum später weiter entwickelten Konzept der Menschenrechte trugen dazu bei, den reformierten Glauben nach dem Genfer Modell in Frankreich, den Niederlanden und Grossbritannien zur meistverbreiteten reformierten Richtung zu machen. Während in Frankreich die Calvinisten als Hugenotten (französische Verballhornung von «Eidgenossen») bezeichnet wurden, erhielten sie in England die Bezeichnung Puritaner. Durch deren Auszug in die neue Welt verbreitete sich die Genfer Reformation bis in die USA und trug zur Amerikanischen Revolution bei. In Schottland wurde der Calvinismus zur Staatsreligion erhoben (→ Presbyterianer), wie auch in Teilen der Niederlande und in einigen deutschen Fürstentümern. Die Reformer in den reformierten Schweizer Städten strebten früh eine theologische Übereinstimmung miteinander und mit den Lutheranern an (→ Helvetisches Bekenntnis), und Calvin nahm eine vermittelnde Position im Abendmahlszwist zwischen Luther und Zwingli ein. In der frühen Neuzeit entwickelte sich in Deutschland eine lebhafte theologische Kontroverse zwischen den Lutheranern und den Calvinisten. In Osteuropa verbreitete sich der Calvinismus vor allem in Kreisen des Adels. Das reformatorische Gedankengut beeinflusste ebenfalls führende Persönlichkeiten der griechisch-orthodoxen Kirche (→ Kyrillos Loukaris), wurde dann aber in einem Konzil abgelehnt.

## Katholische Reform und «Gegenreformation» im 16. Jahrhundert

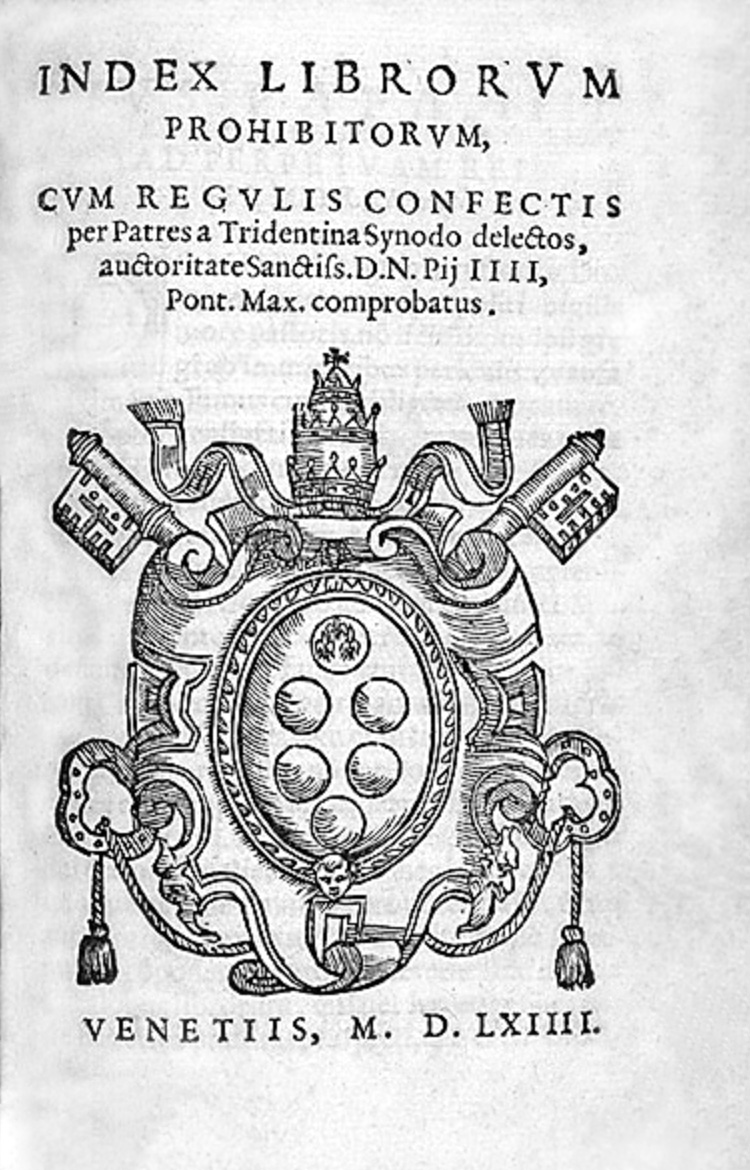
Titelblatt des sog. «Index» von 1564 in einer venezianischen Edition

Durch die Ausbreitung der Reformation kam es zu einer katholischen Abwehrbewegung, die im späten 18. Jahrhundert mit dem Begriff «Gegenreformation» belegt wurde. Sie bestand einerseits in einer Reform der katholischen Kirche selber, der «katholischen Reformation», und der Eindämmung und Zurückdrängung der protestantisch-evangelischen Reformation.
Der Beginn der katholischen Reform ist im Konzil von Trient zu sehen, das 1545 zusammentrat, um die durch die Reformation aufgeworfenen theologischen Fragen zu klären. Dadurch sollte in der Absicht von Papst Paul III. der Religionsstreit beendet, eine allgemeine Kirchenreform angestossen und der Kampf gegen den Islam wieder in Gang gesetzt werden. Der fortdauernde Krieg zwischen Frankreich, Habsburg und dem Papst machte 1549 eine Unterbrechung des Konzils nötig. Als 1559 nach dem Frieden von Cateau-Cambrésis das Konzil wieder zusammentrat, war mindestens die lutherische Kirche in Deutschland durch den Augsburger Religionsfrieden von 1555 politisch anerkannt, womit eine Wiedervereinigung der Kirche unerreichbar wurde. Trotzdem wurden eine Reihe von Reformbeschlüssen gefasst, durch die den Missbräuchen innerhalb der Kirche der Kampf angesagt wurde, ohne allerdings grundsätzlich katholische Institutionen anzutasten. Zahlreiche Lehrinhalte bzw. Dogmen wurden neu fixiert, so wurde z. B. entschieden, dass zur Rechtfertigung der Menschen nicht nur göttliche Gnade, sondern auch gute Werke nötig seien, dass die Kirche auf der Bibel und den katholischen Traditionen begründet sei, dass das Alte und das Neue Testament als vom Heiligen Geist diktiert zu betrachten seien, dass die lateinische Version der Bibel nach Hieronymus einzig massgebend sei sowie dass einzig die Kirche die Bibel auslegen dürfe. Um den Missbräuchen in der Geistlichkeit einen Riegel vorzuschieben, wurden die Amtspflichten der Kirchendiener neu festgelegt, regelmässige Visitationen angeordnet sowie die Heiligenverehrung, der Reliquienkult und der Ablass geordnet. Zur Bekämpfung der Reformation legte die katholische Kirche den Index librorum prohibitorum an, in dem die für die Gläubigen verbotenen «gefährlichen» Bücher verzeichnet waren. Die Verbreitung der katholischen Reform und die Eindämmung der Reformation oblagen dem Jesuitenorden und der Inquisition; politisch wurde die Gegenreformation von den katholischen Fürsten, insbesondere von Spanien, vorangetrieben und finanziert.

## Politische Folgen der Gegenreformation in der Schweiz bis zum Ende des 16. Jahrhunderts

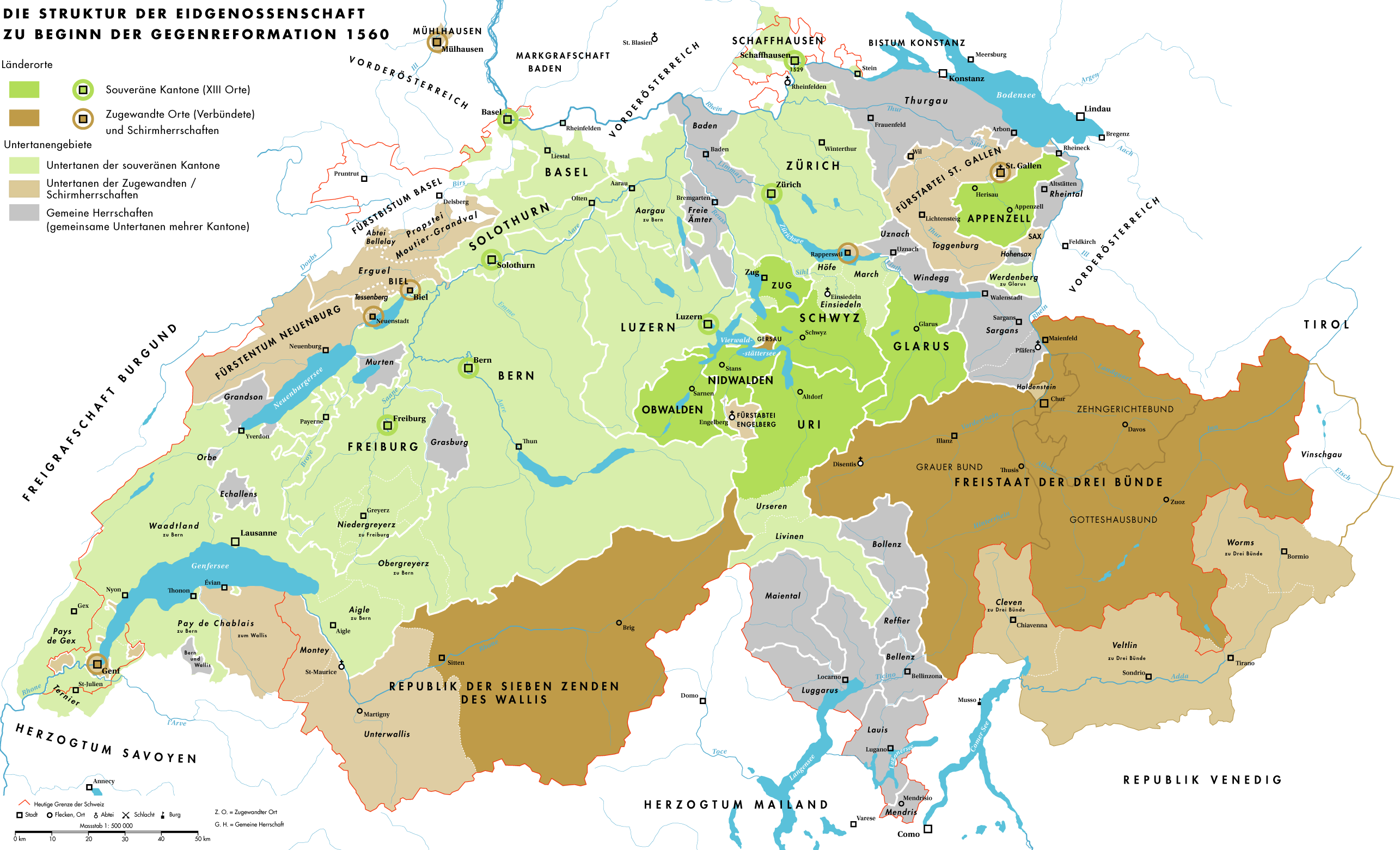
Politische Karte der Eidgenossenschaft bei Beginn der Gegenreformation 1560

Noch vor dem eigentlichen Beginn der Gegenreformation versuchten die katholischen Orte durch eigene Initiative den Kanton Glarus zu rekatholisieren. Das Vorhaben führte zum sog. Glarner Handel oder «Tschudikrieg» 1560–1564 und brachte die Eidgenossenschaft an den Rand eines weiteren Religionskriegs. Die Parität blieb schliesslich für den Kanton Glarus erhalten, in den von Glarus mitverwalteten Gemeinen Herrschaften Uznach und Windegg wurde aber der Katholizismus garantiert, eine Kantonsteilung konnte verhindert werden. Eine katholische und eine reformierte Landsgemeinde tagten bis 1798 getrennt. Auf eidgenössischer Ebene wurde durch diese Regelung faktisch die Glarner Standesstimme neutralisiert.

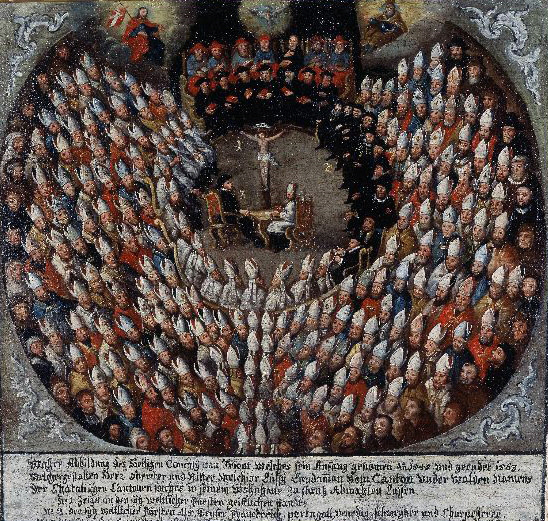
Konzil von Trient nach einer Vorlage von 1563

Die katholischen Orte hatten sich bis 1562 geweigert, Gesandte an das Konzil nach Trient zu entsenden. Erst bei der dritten und letzten Verhandlungsrunde vor dem Ende des Konzils 1563 waren die fünf Inneren Orte durch den Nidwaldner Melchior Lussi und Joachim von Eichborn, Abt von Einsiedeln, vertreten. Die Beschlüsse von Trient hatten für die Eidgenossenschaft vorerst wenige Folgen, führten aber zu einem entschlosseneren Auftreten der Katholiken und damit zu einer weiteren aussenpolitischen Schwächung der Eidgenossenschaft. So musste etwa Bern 1564 im Lausanner Vertrag Chablais, Ternier und das Pays de Gex wieder an Savoyen zurückgeben, weil die katholischen Orte 1560 mit Savoyen einen konfessionellen Sonderbund geschlossen hatten.
Die katholischen Orte verstärkten ihre Zusammenarbeit und schlossen mehrfach Sonderbünde, so 1565 mit Papst Pius IV., 1577 wieder mit Savoyen. So gelang es den eigentlich schwächeren katholischen Landkantonen, die wirtschaftlich und militärisch stärkeren Städte Bern und Zürich in Schach zu halten. Aussenpolitisch wurde die Situation durch das Sold- und Pensionenbündnis von 1564 mit Frankreich gefährlich. Das Bündnis kam durch das Wirken des Luzerners Ludwig Pfyffer, des sog. «Schweizerkönigs», zustande, der als einer der bedeutendsten Schweizer Staatsmänner des 16. Jahrhunderts die Politik der katholischen Orte massgeblich bestimmte. Da Bern und Zürich sich diesem Vertrag nicht anschlossen, kämpften fast ausschliesslich katholische Eidgenossen im französischen Heer. Das Schweizerregiment griff in der Schlacht von Dreux 1562 entscheidend zugunsten des katholischen Königs in die französischen Hugenottenkriege ein. 1567 rettete das Schweizerregiment unter dem Kommando Ludwig Pfyffers sogar König Karl IX. vor den aufständischen Hugenotten auf der Flucht von Meaux nach Paris.

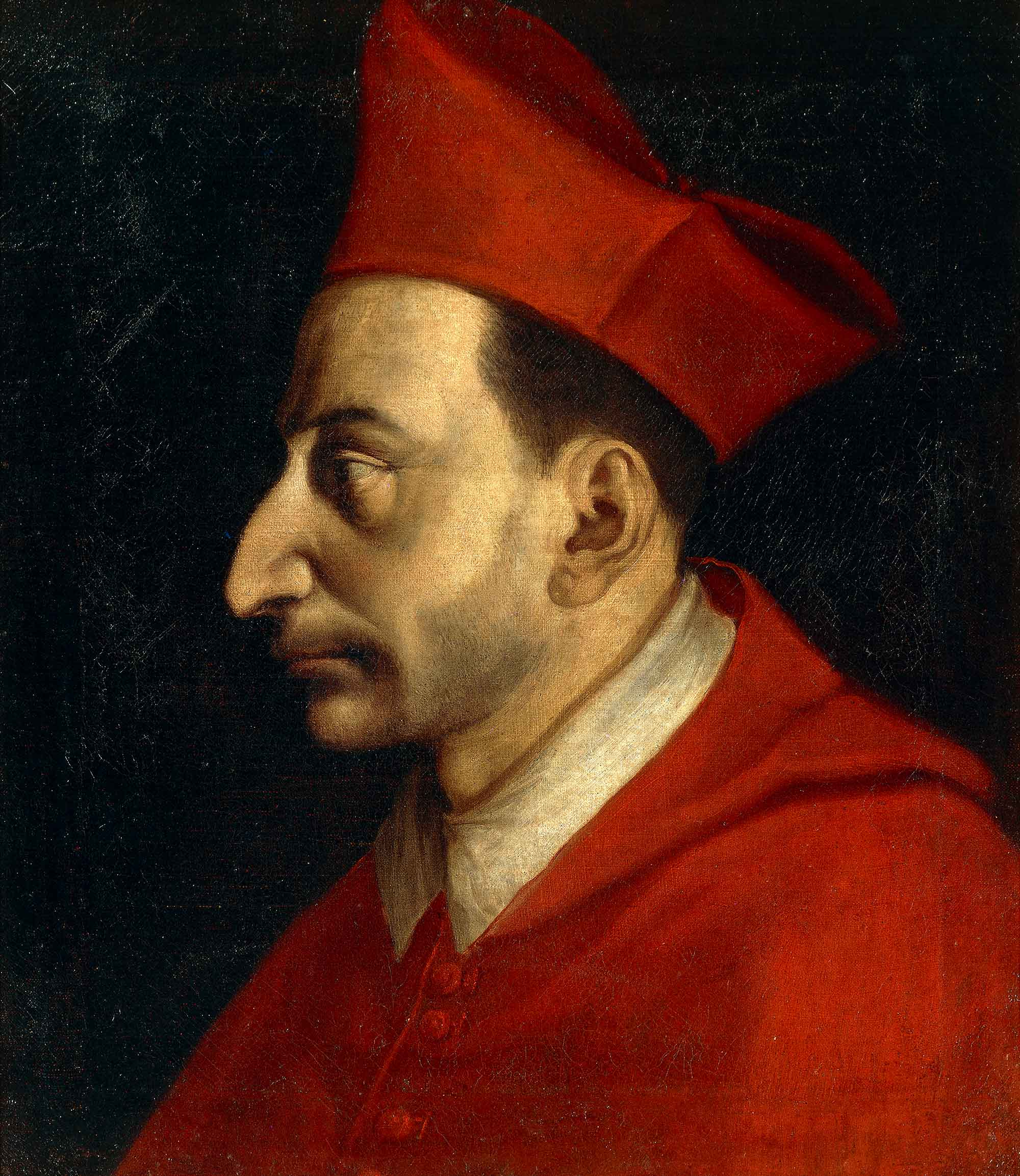
Kardinal Carlo Borromeo (1538–1584), Initiant der Gegenreformation in der Schweiz

In der Schweiz wurde die katholische Reform ab 1567 durch wiederholte Visitationsreisen des Kardinals und Erzbischofs von Mailand, Carlo Borromeo, angeregt. 1570 traf er mit führenden Politikern der katholischen Kantone zusammen und wurde zum Initiator fast aller gegenreformatorischen Massnahmen in der Eidgenossenschaft. Er kritisierte besonders die eidgenössische Praxis des Zusammenlebens mit den Reformierten und das Prinzip der Parität, das in einzelnen Gemeinden dazu führte, dass Reformierte und Katholiken die Kirchen gemeinsam benützten. Borromeo regte unter anderem die Entsendung eines ständigen päpstlichen Nuntius nach Luzern an, das zum eigentlichen Zentrum der Gegenreformation wurde. Die Gründung eines katholischen Priesterseminars für die Eidgenossenschaft scheiterte jedoch an der Zerstrittenheit der katholischen Orte und am Geldmangel, so dass Borromeo 1579 in Mailand das Collegium Helveticum als Zentrum der Priesterausbildung für die Eidgenossenschaft eröffnete. Weiter gründeten die Orden der Jesuiten und der Kapuziner auf sein Betreiben zahlreiche Niederlassungen in den katholischen Kantonen sowie den von ihnen kontrollierten Gebieten. Die Jesuitenkollegien in Freiburg im Üechtland, Luzern und Porrentruy wurden denn auch bald zu Zentren der katholischen Erneuerung und der Bekämpfung der Reformation.

Die Pariser Bluthochzeit 1572 führte zur Ermordung tausender Hugenotten in Frankreich, auch durch katholische Söldner aus der Eidgenossenschaft

Das Bündnis der katholischen Orte mit Savoyen und die Kriege gegen die Hugenotten in Frankreich liessen auch die reformierten Orte näher zusammenrücken. Die Aufnahme der mit den reformierten Orten verbündeten Städte Genf, Konstanz und Strassburg in die Eidgenossenschaft verhinderten die katholischen Orte durch die Mehrheit ihrer Stimmen in der Tagsatzung. Genf gelang es zwar dank der Unterstützung durch Bern, Solothurn und das mit Savoyen verfeindete Frankreich 1579 und 1582, sich gegen das katholische Savoyen zu behaupten, eine definitive Aufnahme in die Eidgenossenschaft schaffte es jedoch erst 1815. Zusammen mit Mülhausen wurde es aber trotzdem seit 1579 als «evangelischer Zugewandter» zur Eidgenossenschaft gezählt. Auch in Mülhausen konnte die Rekatholisierung dank der Unterstützung der reformierten Orte verhindert werden. Die reformierten Reichsstädte Konstanz und Strassburg (→ Hirsebreifahrt) waren zwar zeitweise mit einzelnen reformierten Orten verbündet, konnten sich jedoch längerfristig nicht gegen die übermächtigen Landesherren Habsburg und Frankreich behaupten. Im Falle von Konstanz führte die Unterwerfung durch Habsburg zur erzwungenen Rekatholisierung. Auf der anderen Seite schlossen die katholischen Orte 1579 ein Bündnis mit dem Bischof von Basel und zählten das Fürstbistum danach ebenfalls zu den Zugewandten Orten. Das Bündnis ermöglichte eine weiträumige Rekatholisierung im Fürstbistum Basel (→ Badener Vertrag 1585).

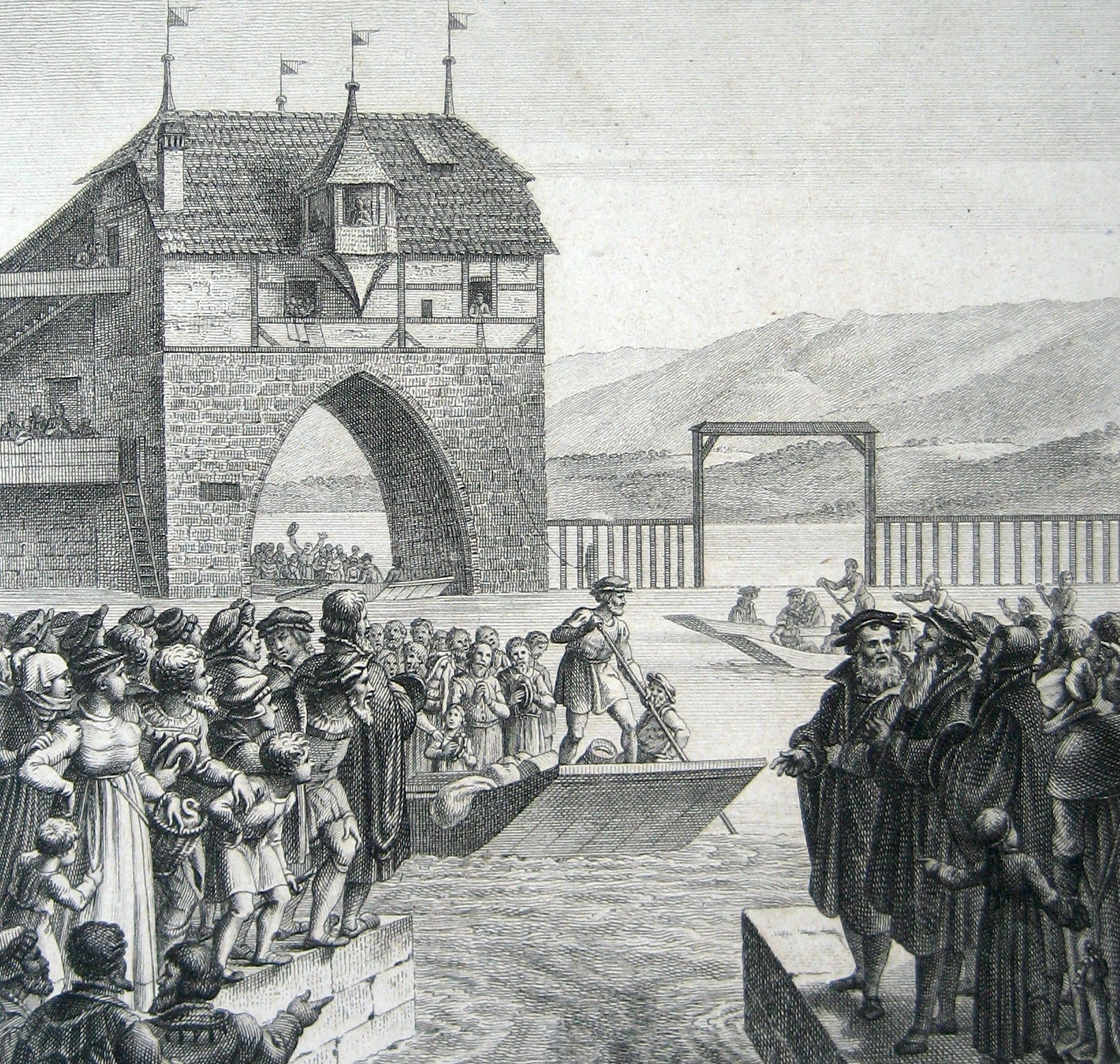
Ankunft der aus Locarno vertriebenen reformierten Familien in Zürich am 12. Mai 1555

Die Gefahr eines Religionskriegs stieg besonders 1572 wieder stark an, als nach der Pariser Bluthochzeit einerseits zahlreiche Hugenotten in die Eidgenossenschaft flohen, andererseits katholische Eidgenossen als Söldner für den König gegen die Hugenotten kämpften. Die reformierten Orte sahen sich deshalb veranlasst, die sog. «Hülfliche Vereinigung» zum Schutz ihrer Interessen zu schliessen. Die geflohenen Hugenotten liessen sich in Genf, Bern und Zürich nieder und führten zusammen mit anderen Glaubensflüchtlingen zu einer starken Belebung von Handel und Wirtschaft.
Bereits 1555 hatte Zürich in kleinerem Ausmass von der Vertreibung der Reformierten aus Locarno profitiert, da damit der Textilhandel mit Italien und die neue Seidenindustrie in die Stadt kamen. Alle Reformierten, darunter die später für die Geschichte Zürichs wichtigen Familien von Orelli und von Muralt, mussten aufgrund des Mehrheitsvotums der katholischen Orte für die Beibehaltung des Katholizismus die Gemeinen Herrschaften im Tessin verlassen.
Führer beider Parteien arbeiteten in der zweiten Hälfte des 16. Jahrhunderts auf eine Spaltung der Eidgenossenschaft hin. 1586 trafen sich die beiden Lager erstmals auf getrennten Tagsatzungen in Luzern (Katholiken) und Aarau (Reformierte). Die katholischen Kantone gründeten noch im selben Jahr den Goldenen oder Borromäischen Bund als kollektives Defensivbündnis gegen allfällige reformierte Übergriffe. Da der Bund allen älteren oder neueren Bündnissen vorangehen sollte, wurde damit die konfessionelle Spaltung der Eidgenossenschaft besiegelt. 1587 trat Spanien, damals die Führungsmacht der Katholiken in Europa, diesem Bund bei und erhielt dafür nicht nur Unterstützung in der Form von Söldnern, sondern auch ein Durchmarschrecht aus der Lombardei nach Deutschland. Die konfessionellen Spannungen drohten endgültig zu eskalieren, als 1587 in Frankreich der «Krieg der drei Heinriche» ausbrach und die Reformierten Heinrich von Navarra unterstützten und die Katholiken Heinrich III. und später die Liga. Fast gleichzeitig brach erneut der Konflikt zwischen Savoyen und Genf aus. Da aus allen Orten grosse Mengen an Söldnern auf den verschiedenen europäischen Kriegsschauplätzen beschäftigt waren, vermieden die Kantone den Ausbruch offener Feindseligkeiten innerhalb der Eidgenossenschaft.

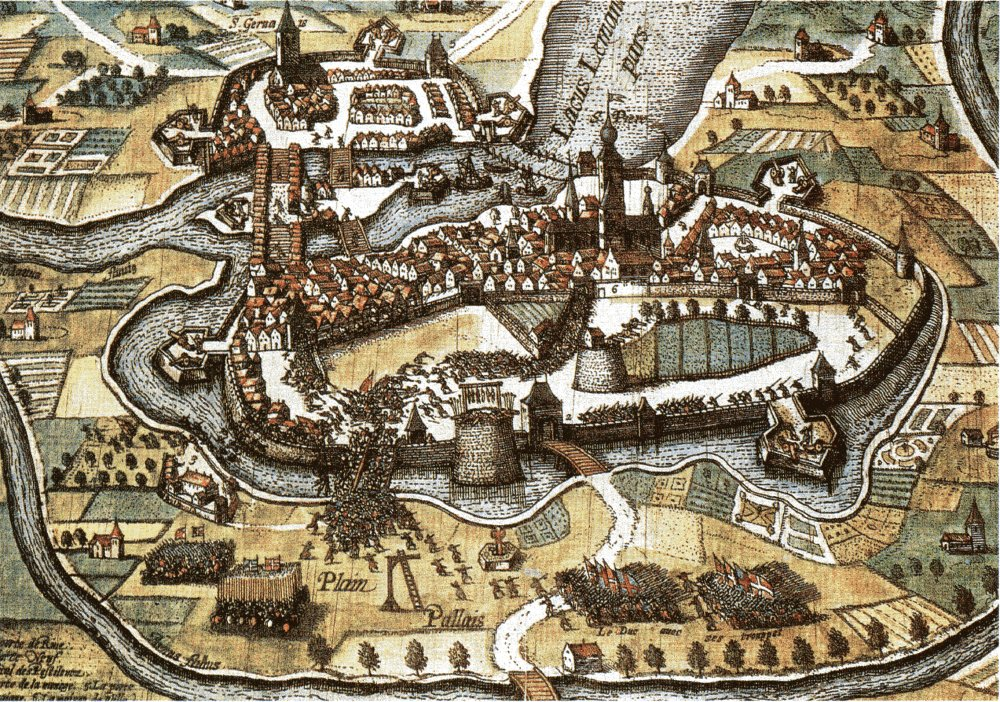
Das katholische Herzogtum Savoyen versuchte 1602 in der «Escalade de Genève» vergeblich, das calvinistische Genf durch einen Handstreich zu erobern

Erst die Konversion Heinrichs IV. zum Katholizismus 1593 und das Ende der Hugenottenkriege führten zu einer Entspannung. Als 1597 die Konfessionen im paritätischen Kanton Appenzell aneinandergerieten, konnte unter eidgenössischer Vermittlung durch eine Teilung des Kantons in zwei Halbkantone der Streit gelöst werden. (→ Landteilung (Appenzell)). Als Frankreich 1601 das Pays de Gex annektierte und damit zum ersten Mal eine gemeinsame Grenze zur Eidgenossenschaft erhielt, liess der katholische Druck auf die reformierten Orte stark nach, da sie nun der spanisch-habsburgischen Umklammerung entflohen waren. 1602 unterzeichneten bis auf Zürich alle souveränen Orte und Zugewandten die Erneuerung der Soldallianz mit Frankreichs König Heinrich IV., womit zum ersten Mal seit der Glaubensspaltung wieder alle Orte in einem Vertrag mit einer ausländischen Macht verbunden waren. Die Soldallianz mit Frankreich wurde fast schon zu einem Teil der Verfassung der Alten Eidgenossenschaft, da durch sie die konfessionellen Gegensätze überbrückt wurden und sie die katholischen Orte zur Zurückhaltung in ihrer Aussenpolitik besonders in Hinblick auf Spanien zwang. Nach dem Scheitern eines Überrumplungsversuchs Genfs durch Savoyen (→ Escalade de Genève) und dem Zustandekommen eines Vertrags, der den Status quo garantierte, konnte 1603 der letzte Krisenherd im Westen der Eidgenossenschaft als gelöst betrachtet werden. Der Schwerpunkt der konfessionellen Konflikte verschob sich nun nach Osten in das Gebiet der Drei Bünde (→ Bündner Wirren).

## Die Schweiz während des Dreissigjährigen Krieges

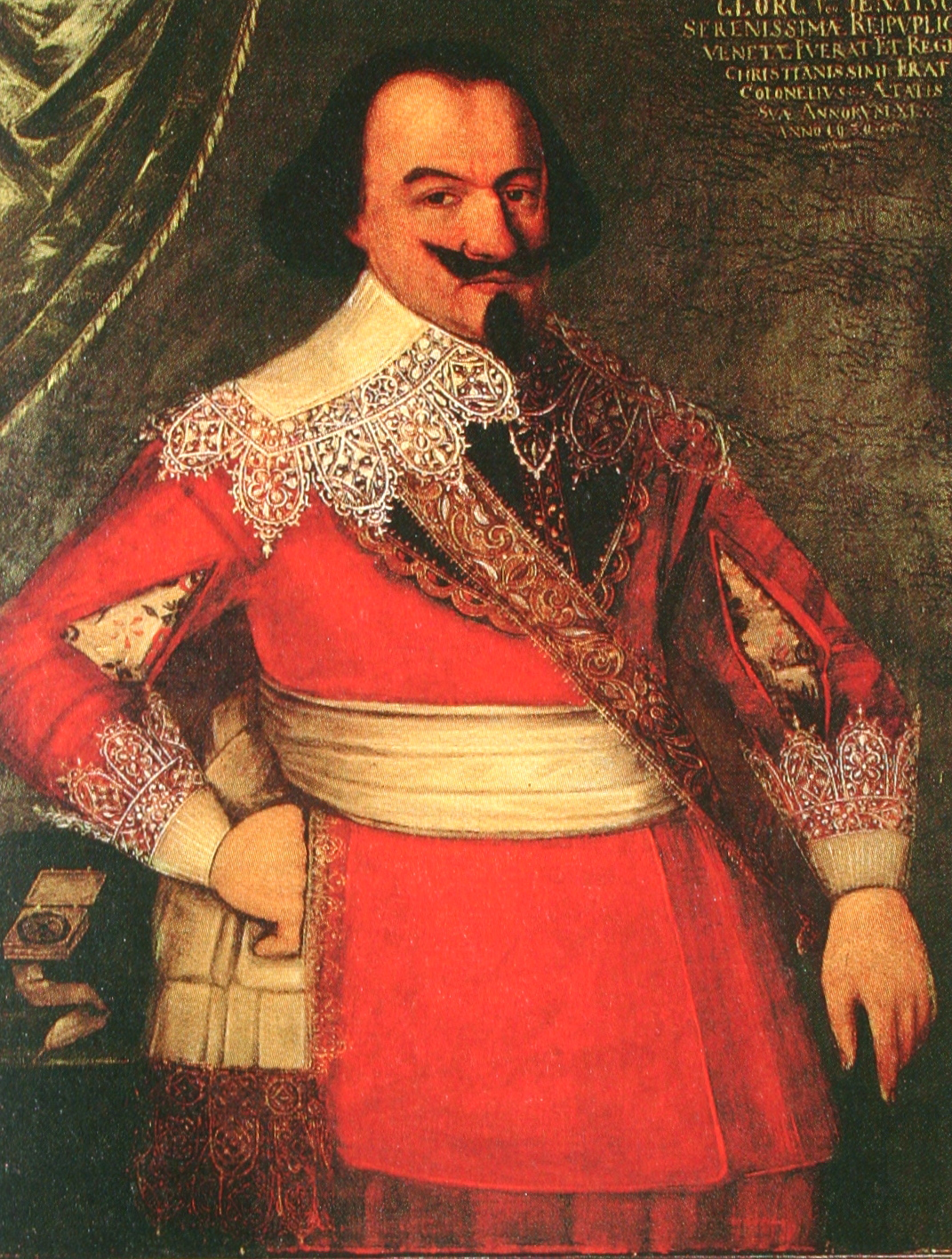
Jörg Jenatsch, reformierter Prädikant und Politiker während der Bündner Wirren

Die Drei Bünde in Rätien waren als Zugewandte der Eidgenossenschaft nicht in den Landfrieden von Kappel eingeschlossen. Seit 1524 bildeten die Drei Bünde eine Eidgenossenschaft für sich. Jeder Bund zerfiel selbst in unzählige Hochgerichte. Seit der Illanzer Disputation war die Reformation im Gebiet der Drei Bünde zugelassen, gegen den Widerstand des Bischofs von Chur, führender katholischer Familien sowie Habsburg, das noch immer über Herrschaftsrechte in zahlreichen Hochgerichten im Prättigau sowie im Unterengadin und im Vinschgau verfügte. Dennoch konnte sich die Reformation in grossen Teilen des Bundesgebietes verbreiten, nur wenige der 48 Gerichtsherrschaften blieben rein katholisch.
Unter dem rätischen Landadel führte die konfessionelle Spaltung allerdings zu erbitterten Parteikämpfen, in denen die beiden Familien von Planta und Salis die Häupter der katholisch-habsburgischen bzw. der reformiert-französischen Partei stellten. Die Parteikämpfe eskalierten nach der Hinrichtung von Johann von Planta in Chur am 31. Dezember 1572 nach einem sog. «Fähnlilupf». Habsburg-Spanien, Venedig, Frankreich und Habsburg-Österreich investierten gegen Ende des 16. Jahrhunderts riesige Summen zur Bestechung der politischen Führungsschicht der Bünde, in der Hoffnung, sich das Durchmarschrecht über die strategisch wichtigen Bündner Pässe sichern zu können oder wenigstens dem jeweiligen Gegner dieses zu verwehren.

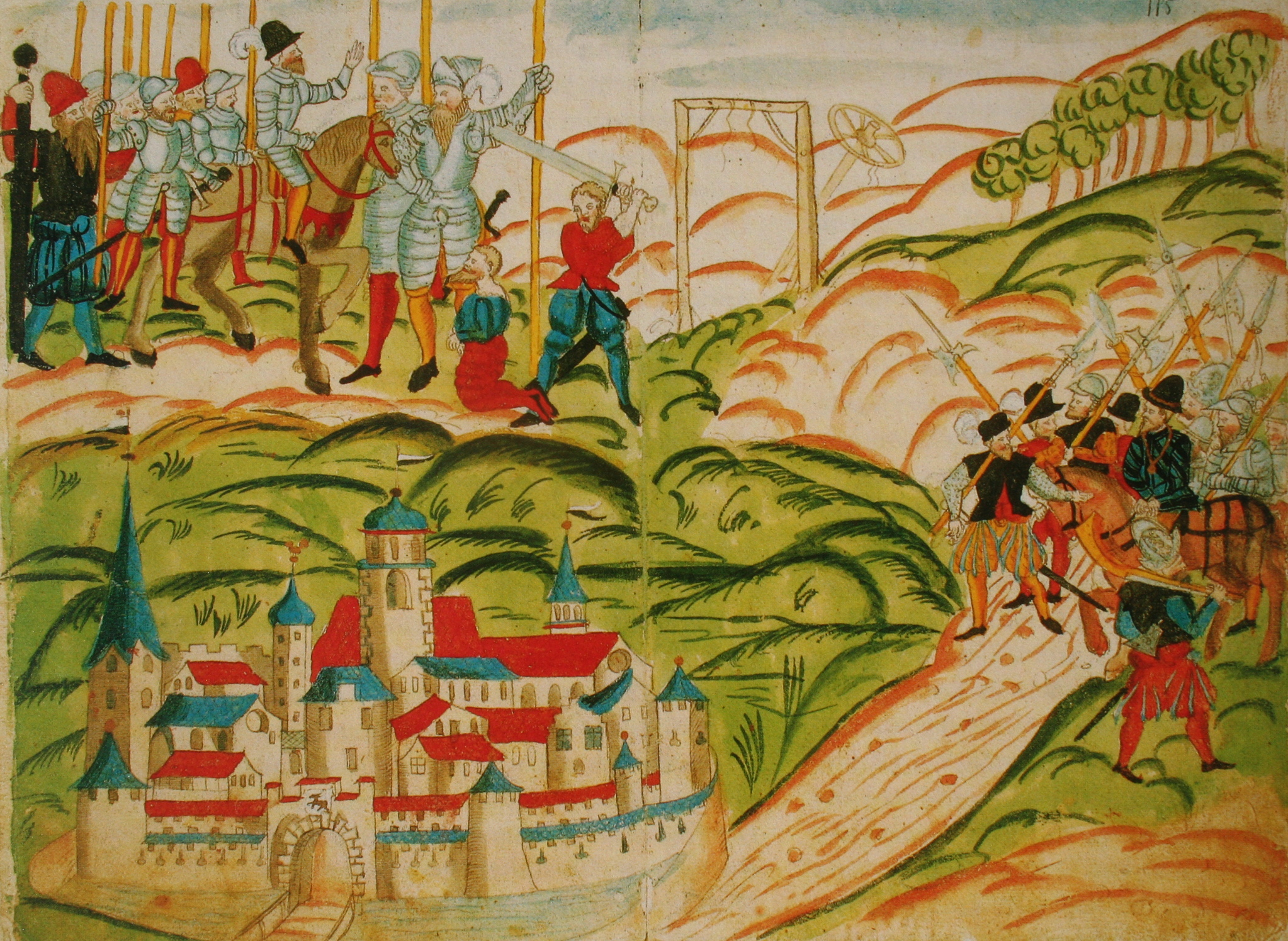
Hinrichtung des Johann von Planta; kolorierte Federzeichnung aus der Wickiana

Nach dem Bund der Eidgenossen mit Frankreich 1602 waren für Habsburg-Spanien die Alpenpässe im Westen und im Zentrum der Eidgenossenschaft gesperrt. Der Austausch von Truppen und kriegswichtigen Gütern zwischen Süddeutschland und dem spanischen Herzogtum Mailand bzw. zwischen Mailand und Tirol war nun nur noch über die Bündner Pässe möglich. Als 1603 die venezianische Partei die Oberhand gewann und ein Soldbündnis mit der Republik Venedig abschloss und zusätzlich das Durchmarschrecht gewährte, sah sich Spanien in seinen vitalsten Interessen gefährdet. Der spanische Statthalter in Mailand, Pedro Henriquez de Acevedo, Graf von Fuentes, verhängte eine Wirtschafts- und Handelsblockade gegen die Bünde und liess 1603/1604 nordöstlich von Colico eine Festung, das nach ihm benannte Forte di Fuentes, errichten. Deren Ruinen sind heute als Museum zugänglich. Diese Festung sperrte den Verkehr vom und zum Splügen-, Septimer- und Malojapass und sollte den Vorstössen der Drei Bünde Einhalt gebieten, die seit 1512 das Valchiavenna und das Veltlin als Untertanenlande besetzt hielten. Der Festungsbau provozierte indes aber auch die Republik Venedig, die an offenen Handelswegen über die Alpen Interesse hatte. Gleichzeitig erreichte er eine Erneuerung der Soldallianz mit den katholischen Orten der Eidgenossenschaft. Spanischer und eidgenössisch-katholischer Einfluss führte zudem zu einer eindeutigen Entscheidung des Wallis für den Katholizismus auf dem ausserordentlichen Landtag in Visp 1604. Alle Reformierten mussten das Land verlassen oder zum Katholizismus zurückkehren.
Die reformierten Städte Zürich und Bern verbündeten sich zwar einige Jahre später mit dem protestantischen Markgrafen Georg Friedrich von Baden, verzichteten aber auf einen Anschluss an die Protestantische Union im Reich. Ein Problem für die reformierten Orte entstand vor allem durch die Ermordung des französischen Königs Heinrich IV. 1610, da Maria von Medici im Namen des noch unmündigen Ludwig XIII. eine Versöhnungspolitik gegenüber Spanien betrieb. 1615 erweiterten Bern und Zürich deshalb ihr Bündnissystem, indem sie, wie schon zuvor die Drei Bünde, mit Venedig eine Allianz eingingen, um ein Gegengewicht gegen das spanische Bündnis der katholischen Orte zu bilden.
1618 führten die Aktivitäten der spanischen und venezianischen Agenten zum Ausbruch des offenen Krieges zwischen den Parteien in den Drei Bünden, weshalb deren Gebiet während der sog. Bündner Wirren als praktisch einziges Gebiet der Schweiz vom Dreissigjährigen Krieg betroffen war, der im gleichen Jahr im Reich begann. Anlass für die Eskalation war das sog. Strafgericht von Thusis, bei dem unter der Führung der reformierten Prädikanten unter Jörg Jenatsch zahlreiche führende Katholiken und Parteigänger der Familie Planta bzw. Spaniens ermordet wurden. Die katholische Partei sammelte darauf ihre Anhänger im benachbarten habsburgischen Tirol bzw. spanischen Mailand und förderte eine Erhebung der Veltliner Untertanen gegen die Bündner Herrschaft, die in der Ermordung und Vertreibung der Reformierten in den Bündner Untertanengebieten, dem Veltliner Mord, mündete. Spanien und Habsburg-Österreich besetzten darauf das Veltlin, Chiavenna, Bormio und das Val Müstair.
Darauf riefen die Drei Bünde die Eidgenossenschaft zu Hilfe. Die katholischen Orte verweigerten jedoch jegliche Unterstützung und versuchten, die reformierten Orte militärisch daran zu hindern, in den Konflikt einzugreifen. Ein eidgenössischer Bürgerkrieg konnte jedoch erneut im letzten Moment verhindert werden. Unter den Obersten Hans Jakob Steiner aus Zürich, Nikolaus von Mülinen aus Bern und Johannes Guler von Wyneck aus Bünden zogen schliesslich rund 3000 Mann über den Foscagnopass nach Bormio im oberen Veltlin. Während der als «Kelchkrieg» bezeichneten Ereignisse, plünderten nun die Reformierten die katholischen Kirchen aus, schändeten Altäre und ermordeten Priester und Ordensleute. Beim Vorstoss nach Tirano gerieten die reformierten Truppen jedoch in einen Hinterhalt und zogen sich nach der Schlacht bei Tirano wieder zurück. Die katholischen Orte griffen nicht direkt in diesen Konflikt ein, Reisläufer aus den fünf Orten wurden aber durch den Abt von Disentis angeworben und kämpften in den Bündner Wirren auf spanischer Seite. Die Drei Bünde mussten nach dem Kelchkrieg auf ihre Untertanenlande verzichten und die habsburgischen Herrschaftsrechte im Prättigau, im Engadin und im Vinschgau anerkennen. Die Drei Bünde gerieten damit faktisch unter habsburgisch-spanische Kontrolle.

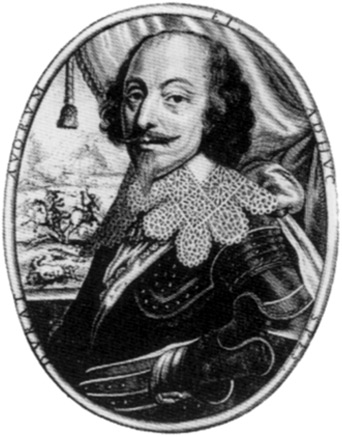
Der französische Herzog Henri II. de Rohan, französischer Gesandter in der Eidgenossenschaft und den Drei Bünden, Kommandant der Bündner Streitkräfte 1631

Im weiteren Verlauf des Dreissigjährigen Krieges wechselten die Bünde mehrmals die Koalitionen zwischen Habsburg-Spanien, Habsburg-Österreich, dem Papst, Venedig und Frankreich. Abwechslungsweise wurden die Pässe von französischen, spanischen und kaiserlichen Truppen erobert. Eine entscheidende Wende bedeutete der Übertritt des führenden reformierten Politikers Jörg Jenatsch zum Katholizismus 1637. Dadurch ermöglichte er die Befreiung Bündens von der französischen Besatzung und gleichzeitig ein Bündnis mit Habsburg. Obwohl Jenatsch 1639 ermordet wurde, gewannen die Drei Bünde dadurch ihre verlorenen Untertanengebiete wieder zurück und konnten bis auf Tarasp und Rhäzüns alle habsburgischen Herrschaftsrechte loskaufen. Der katholische Glaube in den Untertanengebieten blieb auch nach der Rückkehr unter Bündner Herrschaft garantiert. Die Konfessionsgrenzen waren nun auch in Bünden endgültig gezogen, wenn auch als Resultat der Parität in vielen Gemeinden ein «Flickenteppich» der Religionen entstand.

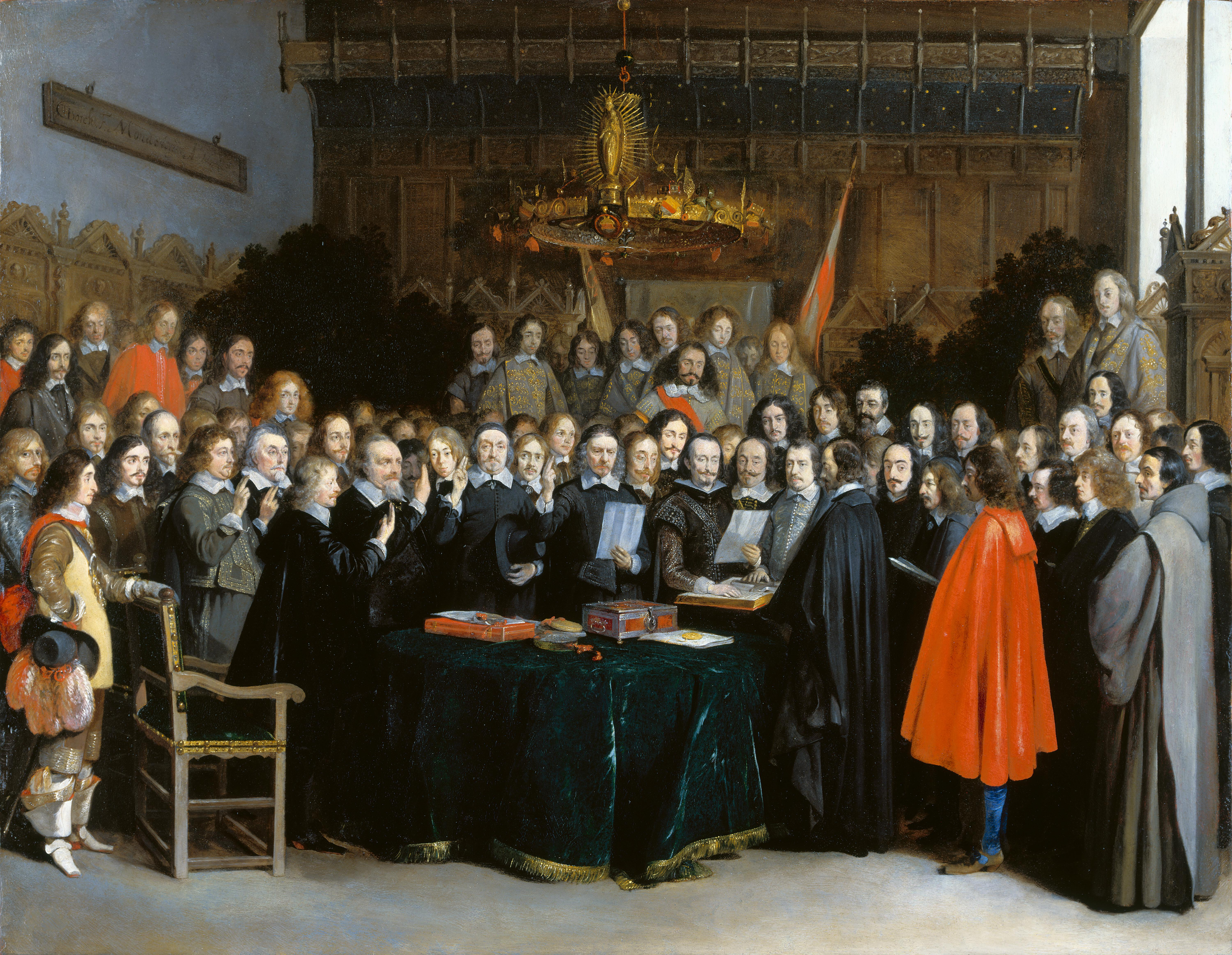
Gerard ter Borch, Der Friede von Münster. Die spanischen und niederländischen Gesandten beschwören am 15. Mai 1648 im Rathaussaal zu Münster den Westfälischen Frieden.

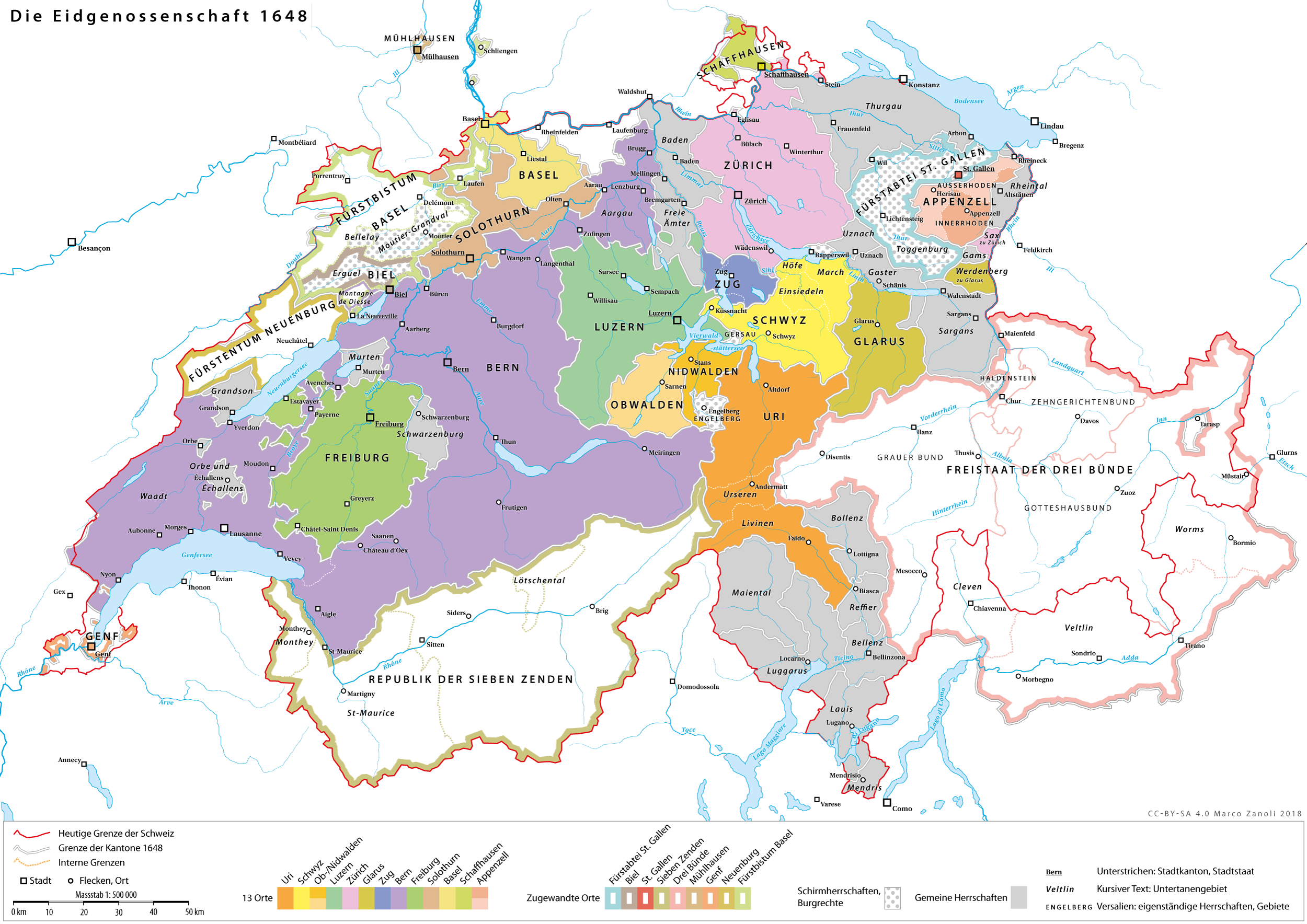
Die Eidgenossenschaft 1648

Die Eidgenossenschaft selber wurde nicht in den Dreissigjährigen Krieg hineingezogen. 1632 lehnte die Tagsatzung ein Bündnisangebot des schwedischen Königs Gustav Adolf ab. Bern und Zürich liessen sich auch nicht in ein reformiertes Sonderbündnis mit Schweden ziehen. Noch im gleichen Jahr wurde ein Schiedsgericht beider Konfessionen eingerichtet, um künftige religionsbezogene Streitigkeiten in den Gemeinen Herrschaften zu regeln. Bisher entschied jeweils die Mehrheit der souveränen Orte. Damit wurden die Spannungen zwischen Reformierten und Katholiken weiter abgebaut. Dennoch brachte der sog. «Kluser Handel» im September 1632 wegen eines Überfalls von Solothurner Bauern auf bernische Soldaten in der Klus bei Balsthal die Eidgenossenschaft wieder an den Rand eines Krieges. 1633 verletzten schwedische Truppen die Grenzen der Eidgenossenschaft, indem sie von Stein am Rhein auf der Schweizer Seite des Rheins nach Konstanz zogen. Die Eidgenossenschaft sah sich mangels eines Aufgebots nicht in der Lage einzuschreiten. Aus militärischer Schwäche musste auch die Stadt Basel einem kaiserlichen Heer den Durchzug erlauben.
1634 brachten gegenseitige Verdächtigungen die reformierten und die katholischen Orte dazu, geheime Bündnisverhandlungen mit Schweden bzw. Spanien zu führen und einen Krieg vorzubereiten. Besonders der Zürcher Antistes Breitinger wollte die Stärke Schwedens zu einer Unterwerfung der katholischen Orte im Sinne Zwinglis nutzen. Die Spannungen zwischen den beiden konfessionellen Lagern erreichten einen Höhepunkt. Der Ausbruch eines Bürgerkrieges wurde nur durch die schwedische Niederlage in der Schlacht bei Nördlingen verhindert.
Nach weiteren Grenzverletzungen erliess die Tagsatzung 1638 ein Durchmarschverbot für fremde Truppen und beschloss, dem auch mit Waffengewalt Nachdruck zu verschaffen. 1647 schlossen die Kantone das «Defensionale von Wil» ab, das einen gemeinsamen Kriegsrat schuf und ein Bundesheer von 36'000 Mann. Diese erste gesamteidgenössische Wehrverfassung leitete den Übergang der eidgenössischen Politik in die bewaffnete Neutralität ein. Ein Jahr später erreichte die Eidgenossenschaft die Anerkennung ihrer völkerrechtlichen Unabhängigkeit vom Heiligen Römischen Reich im Westfälischen Frieden.

## Der Schweizer Bauernkrieg 1653 und die Aristokratisierung der Herrschaft

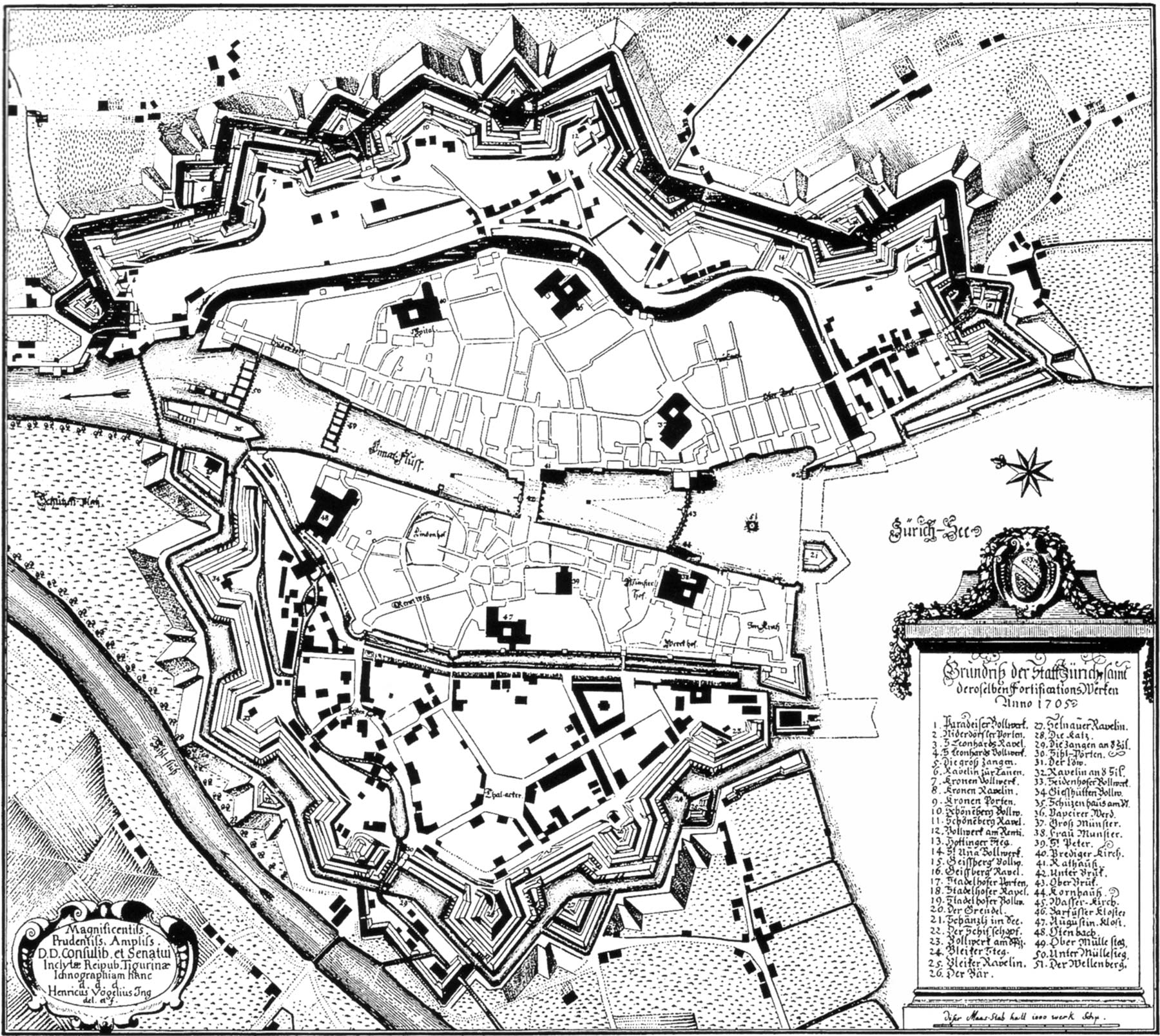
Die neue Stadtbefestigung Zürichs wurde 1642 begonnen. Sie konnte nicht ohne zusätzliche Steuern der Bauern finanziert werden, was in der Zürcher Landschaft bereits vor 1653 zu Unruhen führte.

Der Dreissigjährige Krieg brachte den eidgenössischen Bauern durch den Anstieg der Lebensmittelpreise ungeahnten Wohlstand. Der Friede von 1648 und der damit verbundene Preissturz führten hingegen zu grossen sozialen Problemen, da die herrschenden Städte durch Münzverschlechterungen und rücksichtsloses Eintreiben der sich aufhäufenden Schulden viele Bauern ins Elend stürzten. Die Unzufriedenheit bei den Bauern hatte jedoch auch politische Gründe. Seit der Reformation war es zu einer Aristokratisierung der Städteorte gekommen. Da die Grossbauern der Landschaft nicht wie das Patriziat in den Städten Anteil an der Leitung des Staates als Beamte oder Offiziere hatten, schwand ihr politischer Einfluss drastisch. Die alten «verbrieften» Rechte kommunaler Selbstverwaltung verschwanden, und die früher üblichen Volksbefragungen durch die Regierung unterblieben. Die Verminderung der Rechte ging mit einer weiteren Monopolisierung von Handel und Gewerbe durch die Städte einher. Weiter kamen neue direkte Steuern zu den alten Feudallasten hinzu, die ohne Zustimmung der Landschaft erhoben wurden, meist um moderne Befestigungsanlagen für die Städte zu errichten oder um die Aufrüstung zu finanzieren.
Der Schweizer Bauernkrieg wurde 1653 durch eine Erhebung im Luzerner Entlebuch ausgelöst, die auch den Aargau, Basel, Solothurn und den westlichen Teil des Kantons Bern erfasste. Unter der Führung der Grossbauern, besonders Niklaus Leuenbergers und Hans Emmeneggers, forderten die Bauern eine Vermehrung der Volksrechte, finanzielle Erleichterungen und wirtschaftliche Freiheiten. Durch den Druck «von Unten» einigten sich die konfessionell gespaltenen herrschenden Städte und Länderorte an der Tagsatzung auf ein militärisches Vorgehen, das zur blutigen Unterwerfung der Bauern führte.
Die städtische Aristokratie ging zwar gestärkt aus dem Schweizer Bauernkrieg hervor und konnte die Oligarchisierung der Herrschaft abschliessen, sah sich jedoch zu wirtschaftlichen Reformen genötigt. Direkte Steuern erhoben die Städteorte bis zum Untergang der Eidgenossenschaft nicht mehr, um die Landschaft nicht zu provozieren. Damit fehlte das Geld zum Aufbau grosser stehender Heere und der zeitgenössischen Bürokratie.

## Die Villmergerkriege: Ende der Konfessionalisierung

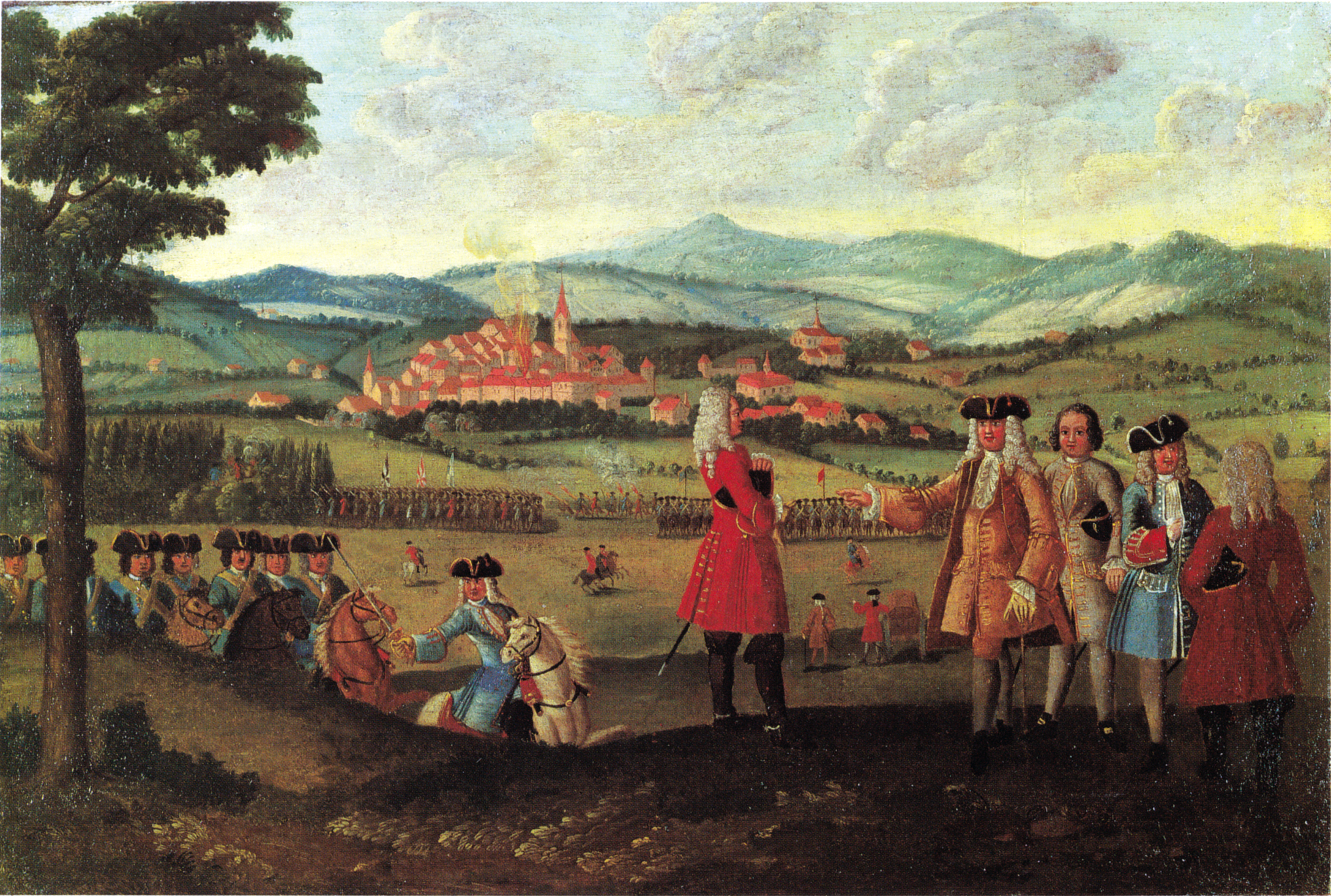
Die Belagerung von Wil SG im Zweiten Villmergerkrieg 1712

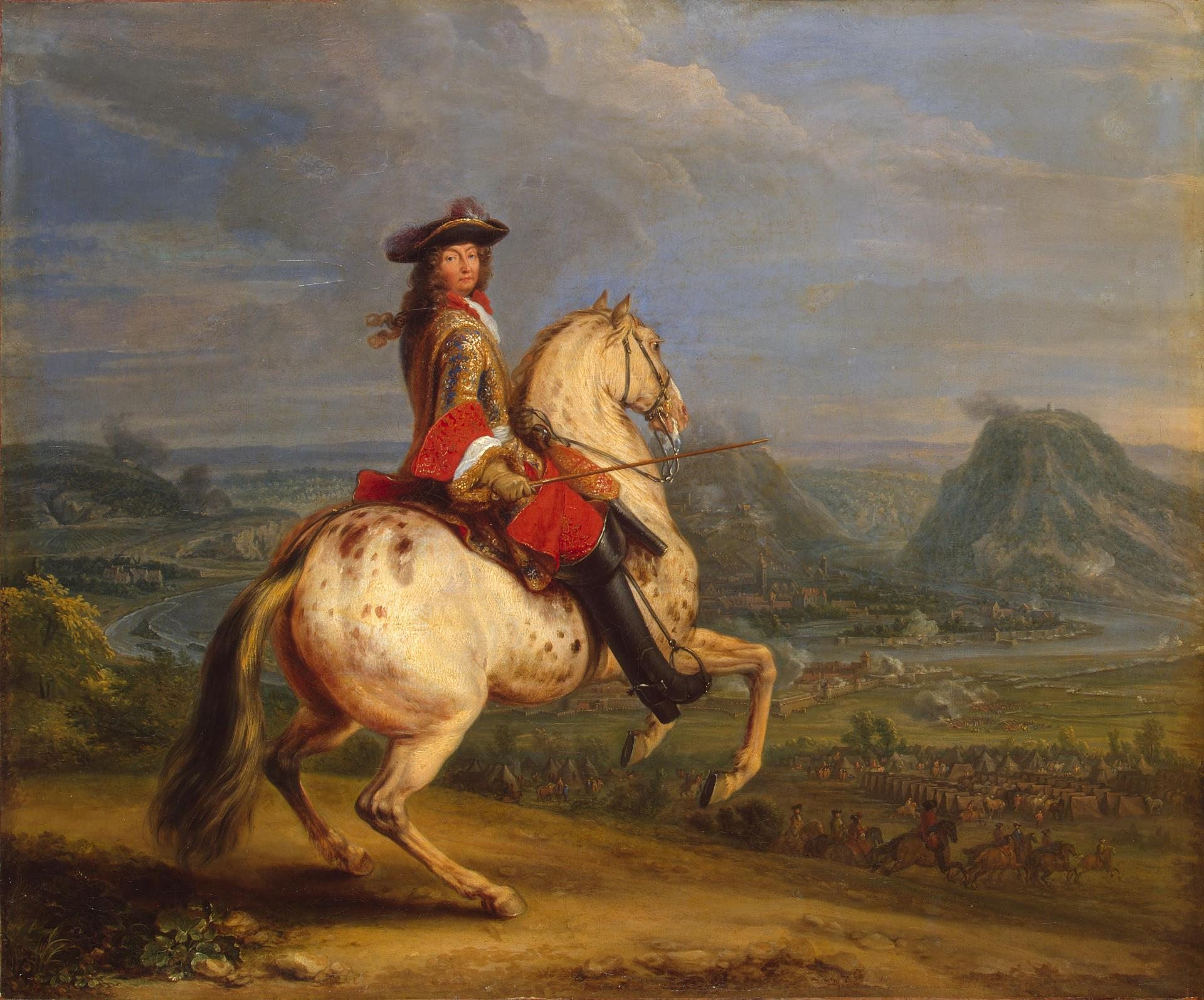
Ludwig XIV. während der Belagerung von Besançon 1674

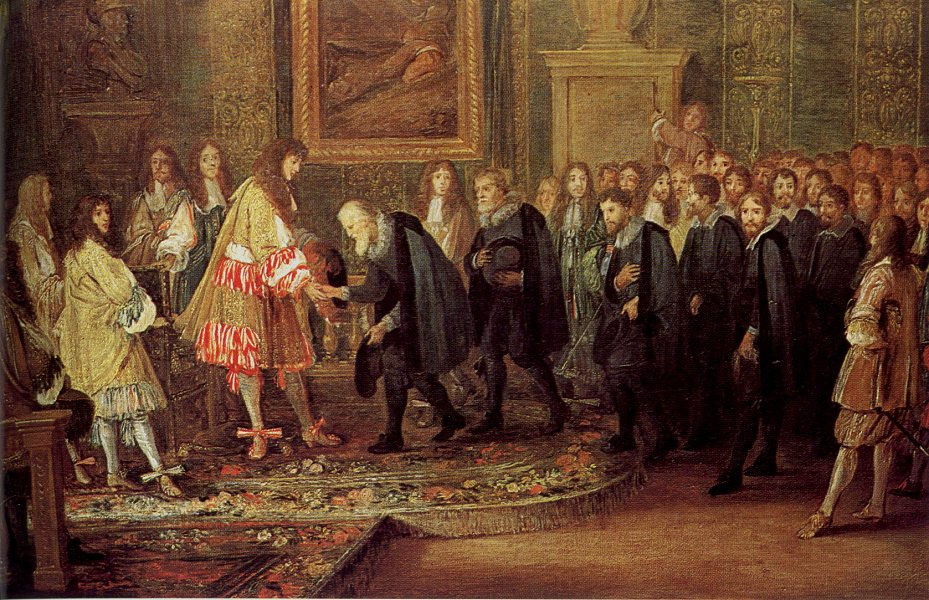
Ludwig XIV. empfängt 1663 eine Delegation der Eidgenossenschaft unter der Führung des Zürcher Bürgermeisters Johann Heinrich Waser zum Abschluss einer Soldallianz mit allen XIII Orten

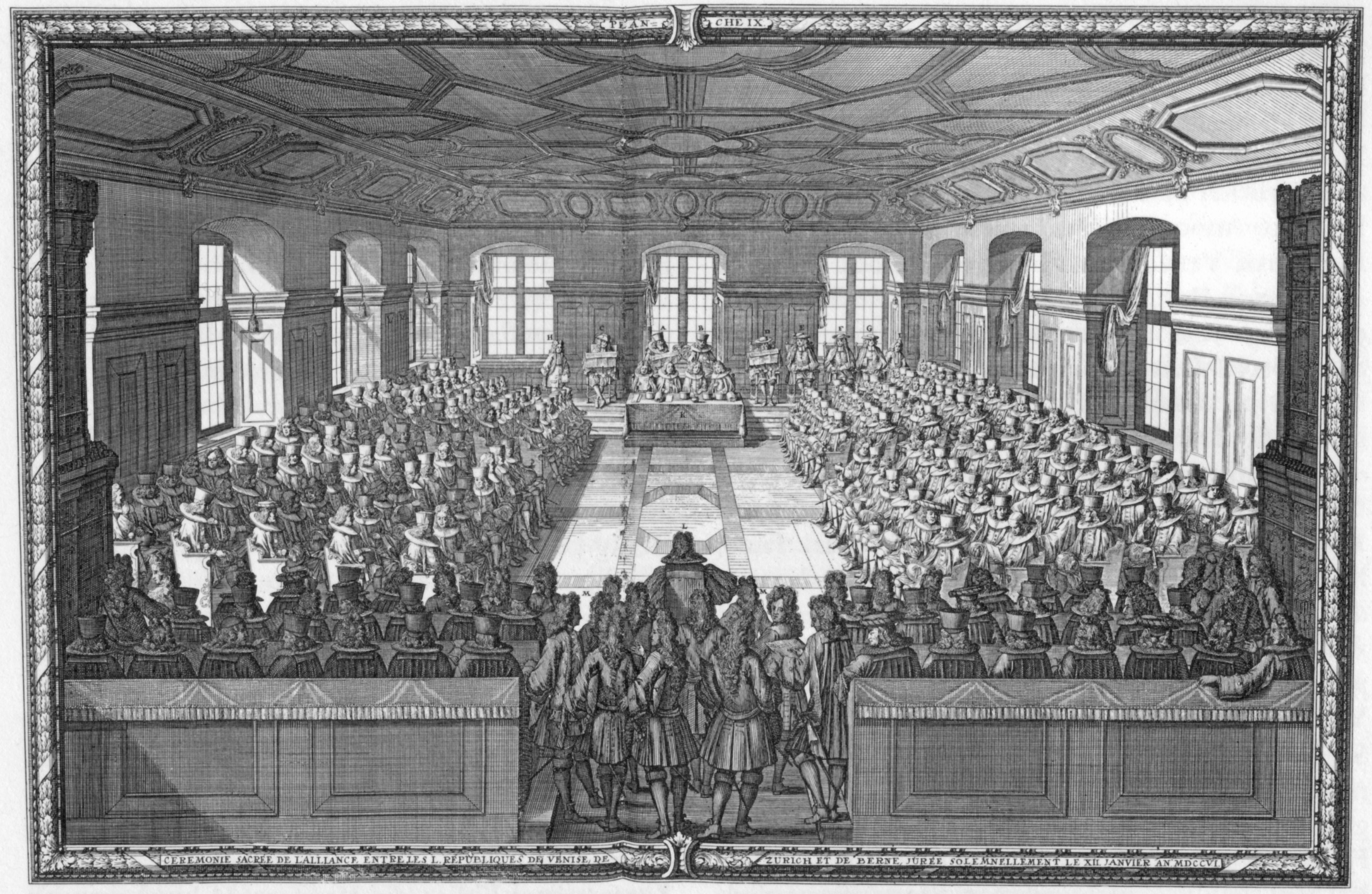
1706 schloss Zürich mit Venedig eine Soldallianz, die feierlich im Rathaus beschworen wurde

Nach dem Ende des Bauernkrieges entzündeten sich neuerlich wegen Kleinigkeiten konfessionelle Streitereien zwischen den Kantonen, hinter denen sich auch ein starker Stadt-Land-Gegensatz verbarg. Der Versuch des Zürcher Bürgermeisters Johann Heinrich Waser, 1655 alle eidgenössischen Stände zu einer Erneuerung der alten Bünde zu bewegen, scheiterte schliesslich am Widerstand der katholischen Kantone (→ Bundesprojekt von 1655), die als Reaktion den Borromäischen Bund erneuerten.
Als der Kanton Schwyz 37 Reformierte aus Arth vertrieb und einige Zurückbleibende sogar hinrichtete, eskalierte der Konflikt zwischen Schwyz und Zürich 1656 trotz Vermittlung Frankreichs im Ersten Villmergerkrieg. Die Stadt Zürich erklärte Schwyz den Krieg in der Hoffnung, einen für die Reformierten günstigeren Landfrieden erreichen zu können. Das Scheitern der Belagerung von Rapperswil SG und die fehlende Zusammenarbeit zwischen Bern und Zürich erlaubten es den katholischen Orten, die Gemeinen Herrschaften Baden und Freiamt zu besetzen und so die beiden Städte zu trennen. Nach der Niederlage der Berner bei Villmergen mussten die reformierten Orte im Dritten Landfrieden die bisherige Ordnung und damit die katholische Dominanz akzeptieren.
Trotz den innereidgenössischen Streitigkeiten gelang 1663 Frankreich der Abschluss einer Soldallianz mit allen 13 Alten Orten und Zugewandten. Im Austausch gegen die mögliche Werbung von 16'000 Söldnern erhielten die eidgenössischen Orte finanzielle Zuwendungen, freien Salz- und Getreidekauf und Zollvergünstigungen. Während der Herrschaft des französischen Königs Ludwig XIV. sank die Eidgenossenschaft wegen ihrer engen finanziellen, wirtschaftlichen und militärischen Verbindungen mit Frankreich fast in den Status eines französischen Protektorats ab. Als Frankreich 1668 die unter eidgenössischem Schutz seit 1522 neutralisierte Freigrafschaft Burgund besetzte, erneuerten die Kantone zwar das Defensionale, schritten aber nicht ein.
Im Französisch-Niederländischen Krieg von 1674 erklärte die Tagsatzung die Neutralität der Eidgenossenschaft. Seitdem verfolgte sie den Grundsatz, dass im Söldnerwesen alle Kriegführenden gleichmässig zu begünstigen seien. Nach dem Frieden von Nimwegen erhielt Frankreich die Freigrafschaft Burgund und wurde so an der gesamten Westgrenze Nachbar der Eidgenossenschaft. In der Folge ging Frankreich aggressiv auch gegen eidgenössische Interessen vor. 1679 liess Ludwig XIV. bei Basel die Festung Hüningen erbauen und 1681 das mit Zürich und Bern verbündete Strassburg annektieren.
Die Aufhebung des Edikts von Nantes 1685 liess die Beziehungen zwischen den reformierten Orten und Frankreich erkalten. Über 60'000 Hugenotten flüchteten in die Eidgenossenschaft und belebten die Industrie neu. Im Pfälzischen Krieg und im Spanischen Erbfolgekrieg erlaubten die reformierten Orte deshalb dem Kaiser wie auch den Niederlanden die Werbung von Söldnern. Der einzige Erfolg gegen das Vordringen Frankreichs erzielte Bern im Streit um die Erbfolge im zugewandten Fürstentum Neuenburg, das dem reformierten König von Preussen zufiel.
Der Streit um Neuenburg und der ungehinderte Durchzug kaiserlicher Truppen durch Basel 1709 verschärften wieder die konfessionellen Spannungen, da die katholischen Orte die Partei Frankreichs ergriffen. Die drohende wirtschaftliche Blockade der Innerschweiz durch die Städte Bern, Basel und Zürich sollte durch den Bau einer neuen Strasse über den Ricken durch die katholische Fürstabtei St. Gallen nach Süddeutschland abgewehrt werden. Die Weigerung der reformierten Toggenburger, den Strassenbau hinzunehmen, führte zu einer Erhebung gegen den Fürstabt von St. Gallen. Während die katholischen Orte den Abt unterstützten, nahmen Bern und Zürich Partei für das Toggenburg. 1712 eröffneten die beiden Städte den Zweiten Villmergerkrieg in der Hoffnung, dank materieller Überlegenheit die katholische Dominanz zu brechen. Dank guter Koordination gelang Zürich und Bern die Besetzung des Aargaus und der Fürstabtei St. Gallen, wodurch die katholischen Orte blockiert wurden. Wegen zunehmender Versorgungsschwierigkeiten griffen die katholischen Orte im Juli während laufender Friedensverhandlungen die Berner bei Villmergen an, wo sie eine vernichtende Niederlage erlitten. Im anschliessend zu Stande gekommenen Vierten Landfrieden wurden die Gemeinen Herrschaften neu verteilt. Die katholischen Orte verloren stark an Einfluss, das Prinzip der Parität wurde in den Gemeinen Herrschaften durchgesetzt; die katholische Vormachtstellung war also gebrochen.
Der Vierte Landfriede bedeutete zwar das Ende des ständigen konfessionellen Haders in den Gemeinen Herrschaften, liess jedoch auch die politischen Beziehungen zwischen den katholischen und den reformierten Kantonen fast gänzlich erkalten. In der Erneuerung des Soldbündnisses der VII katholischen Kantone mit Frankreich 1715 verpflichteten sich die katholischen Orte exklusiv an Ludwig XIV. In einem vom französischen König nicht ratifizierten Beibrief, dem «Trücklibund», sollte sich Frankreich verpflichten, den Katholiken bei der Wiedergewinnung der 1712 verlorenen Gebiete zu helfen. Trotz den inneren Spannungen verlief aber die Aussenpolitik der Eidgenossenschaft im Grossen und Ganzen im 18. Jahrhundert in ruhigen Bahnen. Die Neutralität wurde ohne formelle Anerkennung von allen europäischen Staaten respektiert. Die konfessionelle Spaltung der Eidgenossenschaft wurde auch durch die Franzosenzeit nach 1798 nicht beseitigt und trug massgeblich zum Sonderbundskrieg von 1847 bei. Erst die äussere Bedrohung während des Zweiten Weltkriegs und die Geistige Landesverteidigung beseitigten die innere Spaltung der Schweiz in eine reformierte und eine katholische Gesellschaft.